# 십팔유학
18유학(十八有學, 산스크리트어: aṣṭādaśa-śaikṣāḥ, 영어: eighteen levels in application of practices), 18학인(十八學人) 또는 18현성(十八賢聖)은 유학(有學), 즉, 견도 · 수도 · 무학도의 3도 중 견도와 수도의 위계에 있는 성자들, 즉, 아직 더 배워야 할[學] 것이 있는[有], 달리 말해, 아직 더 수행해야 할 도법(道法)이 남아 있는 성자들을 18부류로 나눈 것이다.
1. 수신행(隨信行) = 신행(信行) = 수신(隨信)
2. 수법행(隨法行) = 법행(法行) = 수법(隨法)
3. 신해(信解) = 신승해(信勝解) = 신해탈(信解脫)
4. 견지(見至) = 견도(見到) = 견득(見得)
5. 신증(身證)
6. 가가(家家) = 가가성자(家家聖者) = 가가수다원(家家須陀洹) = 가가사다함(家家斯陀含)
7. 일간(一間) = 일간성자(一間聖者) = 일종(一種) = 일종자(一種子)
8. 예류향(預流向)
9. 예류과(預流果)
10. 일래향(一來向)
11. 일래과(一來果)
12. 불환향(不還向)
13. 불환과(不還果)
14. 중반(中般)
15. 생반(生般)
16. 유행반(有行般)
17. 무행반(無行般)
18. 상류반(上流般)

18유학은 각 부류의 경계가 뚜렷하여 서로 간에 겹치는 것이 없는 분류가 아니다.《대승의장》(大乘義章) 제17권말에 따르면, 수신행 · 수법행 · 신해 · 견지의 4부류가 모든 유학(有學)의 성자들을 포괄하며 나머지 14부류는 이 4부류를 보다 자세히 나누어 밝힌 것이다. 심지어, 이들 14부류들도 그 내용이 겹치는 것들이 있다. 따라서 18유학은 견도위와 수도위에 속한 성자들의 18가지 계위가 아니라 견도위 · 수도위의 성자들 중 중요한 또는 특기할 만한 그룹들을 모아 놓음으로써 불교의 성자 즉 출세간에 대한 이해를 돕기 위한 분류라고 봐야 한다.
18유학(十八有學)은 다음의 분류 또는 체계에 속한다.
- 18유학(十八有學)과 9무학(九無學)을 통칭하는 27현성(二十七賢聖)에 속한다.
- ① 수신행 ② 수법행 ③ 신해 ④ 견지 ⑤ 신증 ⑥ 혜해탈 ⑦ 구해탈의 7성(七聖) 중의 처음 다섯과 중복된다.
- 예류향 · 예류과 · 일래향 · 일래과 · 불환향 · 불환과 · 아라한향 · 아라한과의 4향4과 중 처음의 3향3과와 중복된다.

## 목록
18유학의 항목과 순서가 모든 경론에서 일치하지는 않는다. 정리된 자료인 현대 불교 사전을 기준으로 하고 경론들에 나타난 목록을 순서대로 표시하면 다음 표들과 같다.

### 중아함경과 대승의장
현대 불교 사전과 항목의 정의와 순서가 같으나 이름(또는 번역어)이 다른 경우이다. 이 경우는 달리 말하면 현대 불교 사전의 항목 순서가 이끌어져 나온 근거가 되는 목록이라고 할 수 있다.
| 순서 | 현대 사전 | 중아함경 제30권 제127경 복전경 | 대승의장 제17권 본 |
| 1    | 수신행    | 신행 = 수신행                  | 신행 = 수신행      |
| 2    | 수법행    | 법행 = 수법행                  | 법행 = 수법행      |
| 3    | 신해      | 신해탈 = 신해                  | 신해탈 = 신해      |
| 4    | 견지      | 견도 = 견지                    | 견도 = 견지        |
| 5    | 신증      | 신증                           | 신증               |
| 6    | 가가      | 가가                           | 가가               |
| 7    | 일간      | 일종 = 일간                    | 일종자 = 일간      |
| 8    | 예류향    | 향수다원 = 예류향              | 향수다 = 예류향    |
| 9    | 예류과    | 득수다원 = 예류과              | 득수다 = 예류과    |
| 10   | 일래향    | 향사다함 = 일래향              | 향사다 = 일래향    |
| 11   | 일래과    | 득사다함 = 일래과              | 득사다함 = 일래과  |
| 12   | 불환향    | 향아나함 = 불환향              | 향아나함= 불환향   |
| 13   | 불환과    | 득아나함 = 불환과              | 득아나함 = 불환과  |
| 14   | 중반      | 중반열반 = 중반                | 중반               |
| 15   | 생반      | 생반열반 = 생반                | 생반               |
| 16   | 유행반    | 행반열반 = 유행반              | 행반 = 유행반      |
| 17   | 무행반    | 무행반열반 = 무행반            | 무행반             |
| 18   | 상류반    | 상류색구경 = 상류반            | 상류 = 상류반      |

### 아비달마구사론 · 아비달마순정리론 · 대지도론
현대 불교 사전에 있는 항목 중 신증 대신 아라한향이 들어가 있으며 순서가 다른 경우이다. 이 경우는 달리 말하면 현대 불교 사전의 항목 이름이 이끌어나온 근거가 되는 목록이라고 할 수 있다. 현대 불교 사전에서도 이 경우를 따르는 사전이 있다.
| 순서 | 현대 사전 | 아비달마구사론 제24권 아비달마순정리론 제65권 | 대지도론 제22권     |
| 1    | 수신행    | 예류향                                        | 향수다원 = 예류향   |
| 2    | 수법행    | 예류과                                        | 수다원 = 예류과     |
| 3    | 신해      | 일래향                                        | 향사다함 = 일래향   |
| 4    | 견지      | 일래과                                        | 사다함 = 일래과     |
| 5    | 신증      | 불환향                                        | 향아나함 = 불환향   |
| 6    | 가가      | 불환과                                        | 아나함 = 불환과     |
| 7    | 일간      | 아라한향                                      | 향아라한 = 아라한향 |
| 8    | 예류향    | 수신행                                        | 신행 = 수신행       |
| 9    | 예류과    | 수법행                                        | 법행 = 수법행       |
| 10   | 일래향    | 신해                                          | 신해탈 = 신해       |
| 11   | 일래과    | 견지                                          | 견득 = 견지         |
| 12   | 불환향    | 가가                                          | 가가                |
| 13   | 불환과    | 일간                                          | 일종 = 일간         |
| 14   | 중반      | 중반                                          | 중반                |
| 15   | 생반      | 생반                                          | 생반                |
| 16   | 유행반    | 유행반                                        | 유행반              |
| 17   | 무행반    | 무행반                                        | 무행반              |
| 18   | 상류반    | 상류반                                        | 상류반              |

### 성실론 · 대승법원의림장
현대 불교 사전 있는 항목 중 신증이 아라한향으로 대체된 앞의 경우들을 제외하고 목록을 이루는 항목 일부가 다른 경우이다.

#### 성실론
《성실론》제1권에 나오는 목록은 논서에서 제공되는 것이 아니라 내용에서 재구성해야 한다. 그 이유는 이 논서에서는 항목들의 목록을 먼저 제시한 후 각 항목에 대한 설명을 제공하는 것이라 아니라 목록 없이 항목들에 대한 설명을 제공하는 형식으로 내용이 이루어져 있기 때문이다. 그런데 내용 해석에 있어 애매한 부분이 있어 2가지 목록이 있다. 하나는 아나함(불환과)을 포함하는 목록이고 다른 하나는 아나함 대신 현반(現般)을 포함하는 목록이다.
| 순서 | 현대 사전 | 성실론 제1권 아나함이 있는 목록     | 성실론 제1권 현반이 있는 목록       |
| 1    | 수신행    | 수신행                              | 수신행                              |
| 2    | 수법행    | 수법행                              | 수법행                              |
| 3    | 신해      | 수무상행 = 예류향                   | 수무상행 = 예류향                   |
| 4    | 견지      | 수다원 = 예류과                     | 수다원 = 예류과                     |
| 5    | 신증      | 행사다함 = 일래향                   | 행사다함 = 일래향                   |
| 6    | 가가      | 사다함 = 일래과                     | 사다함 = 일래과                     |
| 7    | 일간      | 행아나함 = 불환향                   | 행아나함 = 불환향                   |
| 8    | 예류향    | 아나함 = 불환과                     | 현반                                |
| 9    | 예류과    | 중음멸 = 중반                       | 중음멸 = 중반                       |
| 10   | 일래향    | 유생유멸 = 생반                     | 유생유멸 = 생반                     |
| 11   | 일래과    | 유불행멸 = 무행반                   | 유불행멸 = 무행반                   |
| 12   | 불환향    | 유행멸 = 유행반                     | 유행멸 = 유행반                     |
| 13   | 불환과    | 유상행지아가니타멸 = 상류반 중 낙혜 | 유상행지아가니타멸 = 상류반 중 낙혜 |
| 14   | 중반      | 유지무색처 = 상류반 중 낙정         | 유지무색처 = 상류반 중 낙정         |
| 15   | 생반      | 유전세                              | 유전세                              |
| 16   | 유행반    | 신해탈 = 신해                       | 신해탈 = 신해                       |
| 17   | 무행반    | 견득 = 견지                         | 견득 = 견지                         |
| 18   | 상류반    | 신증                                | 신증                                |

#### 대승법원의림장
《대승법원의림장》 제5권에서는 대승의 18유학과 소승의 18유학이 다르다고 하여 2가지 목록을 제공하고 있다.
| 순서 | 현대 사전 | 대승법원의림장 제5권 대승의 18유학 | 대승법원의림장 제5권 소승의 18유학 |
| 1    | 수신행    | 예류향                             | 예류향                             |
| 2    | 수법행    | 예류과                             | 예류과                             |
| 3    | 신해      | 일래향                             | 일래향                             |
| 4    | 견지      | 일래과                             | 일래과                             |
| 5    | 신증      | 불환향                             | 불환향                             |
| 6    | 가가      | 불환과                             | 불환과                             |
| 7    | 일간      | 아라한향                           | 아라한향                           |
| 8    | 예류향    | 신해                               | 수신행                             |
| 9    | 예류과    | 견지                               | 수법행                             |
| 10   | 일래향    | 신증                               | 신증                               |
| 11   | 일래과    | 극칠반                             | 극칠반                             |
| 12   | 불환향    | 가가                               | 가가                               |
| 13   | 불환과    | 일간                               | 일간                               |
| 14   | 중반      | 중반                               | 중반                               |
| 15   | 생반      | 생반                               | 생반                               |
| 16   | 유행반    | 무행반                             | 무행반                             |
| 17   | 무행반    | 유행반                             | 유행반                             |
| 18   | 상류반    | 상류반                             | 상류반                             |

## (1) 수신행(隨信行)
수신행(隨信行, 산스크리트어: śraddhānusārin) 또는 신행(信行)은 수법행(隨法行)의 상대가 되는 것으로, 다른 이 즉 선지식(善知識)의 말을 통해 불법(佛法: 붓다가 말씀하신 교법, 붓다의 가르침)을 듣고 믿어 이에 따라 수행하여 견도에 든 성자를 말한다. 견도위에 있는 둔근(鈍根)의 성자이다.
참고로, 선지식(善知識, 산스크리트어: kalyāṇamitra)이란 남녀노소와  귀천에 관계 없이 붓다의 가르침[佛法]을 말하여 불연(佛緣)을 맺게 하는 사람을 뜻한다. 특히 붓다의 가르침으로 인도하는 덕이 높은 스승이나 수행에 도움이 되는 지도자나 자신과 마음을 같이 하여 청정한 수행을 하는 이가 선지식에 속한다.

## (2) 수법행(隨法行)
수법행(隨法行,  산스크리트어: dharmānusārin) 또는 법행(法行)은 수신행(隨信行)의 상대가 되는 것으로, 다른 이 즉 선지식(善知識) 등의 말을 통해 인지한 불법(佛法: 붓다가 말씀하신 교법, 붓다의 가르침)에 대해 다시 스스로 경전과 논서를 공부하고 사유하여 결택한 후 이렇게 결택한  법 즉 가르침에 따라 바르게 수행하여 견도에 든 성자를 말한다. 견도위에 있는 이근(利根)의 성자이다.
수신행은 믿음[信]을 우선으로 삼아 성도(聖道)에 들어간 성자이고 수법행은 지혜[慧]를 우선으로 삼아 성도에 들어간 성자이다.

## (3) 신해(信解)
신해(信解, 산스크리트어: adhimukti, adhimokṣa), 신승해(信勝解) 또는 신해탈(信解脫)은 견지(見至)의 상대가 되는 것으로, 다른 이 즉 선지식(善知識)의 말을 통해 불법(佛法: 붓다가 말씀하신 교법, 붓다의 가르침)을 듣고 믿어 이에 따라 수행하여 견도를 지나 수도에 든 성자를 말한다. 수도위에 있는 둔근(鈍根)의 성자이다.
달리 말해, 수신행의 성자가 견도 16심의 최후 제16심인 도류지(道類智)에 이르면 수도에 들어가는데, 이때부터 그 성자를 더 이상 수신행이라 이름하지 않고 신해라고 이름한다. 엄밀히 말하면, '견도 16심'은 틀린 표현으로, 16심 중 앞의 15심이 견도이고 최후 제16심은 수도이다. '견도 15심'이 바른 표현이다.

## (4) 견지(見至)
견지(見至, 산스크리트어: dṛṣṭi-prāpta), 견도(見到) 또는 견득(見得)은 신해(信解)의 상대가 되는 것으로, 다른 이 즉 선지식(善知識) 등의 말을 통해 인지한 불법(佛法: 붓다가 말씀하신 교법, 붓다의 가르침)에 대해 다시 스스로 경전과 논서를 공부하고 사유하여 결택한 후 이렇게 결택한  법 즉 가르침에 따라 바르게 수행하여 견도를 지나 수도에 든 성자를 말한다. 수도위에 있는 이근(利根)의 성자이다.
'견지'(見至) · '견도'(見到) · 견득'(見得)의 세 낱말에서 견(見)은 봄 즉 지혜 즉 반야를 뜻한다. '견지'와 '견도'라는 낱말은 반야[見]에서 반야로 이른다[至, 到]는 것으로 원인으로서의 반야를 통해 결과로서의 반야에 이른다는 것을 뜻한다. '견득'이라는 낱말은 스스로 법을 보는 것[見], 즉 지혜 즉 반야를 통해 이치를 증득[得]한다는 것을 뜻한다.
달리 말해, 수법행의 성자가 견도 16심의 최후 제16심인 도류지(道類智)에 이르면 수도에 들어가는데, 이때부터 그 성자를 더 이상 수법행이라 이름하지 않고 견지라고 이름한다.

## (5) 신증(身證)
신증(身證, 산스크리트어: kāya-sākṣin)은 신해(信解)나 견지(見至)로서 8해탈(八解脫)을 모두 빠짐없이 성취하였지만 아직 모든 번뇌를 멸진하지는 못한 이를 말한다. 8해탈은 순차적으로 성취되고 모든 번뇌를 멸진한 계위는 아라한과(혜해탈 또는 구해탈)이므로, 달리 말하면, 신증(身證)은 제8해탈 즉 멸진정을 성취하였지만 아직 아라한과는 증득하지 못한 수도위의 성자를 말한다. 사실상, 불환과의 성자로서 멸진정을 성취한 성자를 말한다.
달리 말해, 신해나 견지의 성자가 멸진정을 성취하면, 이때부터 그 성자를 더 이상 신해나 견지라고 이름하지 않고 신증이라고 이름한다.
여기서, 8해탈(八解脫)은 다음과 같다.
1. 내유색상관외색해탈(內有色想觀外色解脫): 4선 중 초선(初禪)과 제2선(第二禪)에 의지하여 부정관(不淨觀)을 수행하여 현색탐(顯色貪)을 대치하는 것으로, 바깥 대상의 색깔에 대하여 퍼렇게 어혈든[靑瘀] 색깔 등을 관하는 부정관을 닦아 마음 속에 있는 빛깔에 대한 탐욕을 버리는 것을 뜻한다. 탐욕을 떠난 것이므로 해탈이라 이름한다.
2. 내무색상관외색해탈(內無色想觀外色解脫): 4선 중 초선(初禪)과 제2선(第二禪)에 의지하여 부정관(不淨觀)을 수행하여 현색탐(顯色貪)을 대치하는 것으로, 마음 속에 있는 색깔에 대한 탐욕은 이미 없어졌지만 이 상태를 더욱 견고히 유지하기 위해 바깥 대상의 빛깔에 대하여 퍼렇게 어혈든[靑瘀] 빛 등을 관하는 부정관을 계속 닦는 것을 말한다. 탐욕를 다시 일으키지 않게 하는 것이므로 해탈이라 이름한다.
3. 정해탈신작증구족주(淨解脫身作證具足住): 4선 중 제4선(第四禪)에 의지하여 정관(淨觀)을 수행하여 탐욕을 일으키지 않는 상태를 체득하는 것으로, 부정관(不淨觀)을 버리고 바깥 대상의 색깔에 대하여 청정한 방면 즉 아름다운 색깔을 주시하여도 탐욕이 일어나지 않고 그 상태를 몸으로 완전히 체득하여 안주하는 것을 말한다. 탐욕를 일으키지 않게 하는 것이므로 해탈이라 이름한다.
4. 공무변처해탈(空無邊處解脫): 4무색정 중 공무변처정에 의지하여 물질[色] 즉 색깔과 모양에 대한 생각을 완전히 버리는 것을 말한다. 물질[色]의 속박, 즉, 물질에 대한 마음의 한계를 벗어나는 것이므로 해탈이라 이름한다.
5. 식무변처해탈(識無邊處解脫): 4무색정 중 식무변처정에 의지하여 허공(공간)에 대한 생각을 완전히 버리는 것을 말한다. 허공의 속박, 즉, 허공에 대한 마음의 한계를 벗어나는 것이므로 해탈이라 이름한다.
6. 무소유처해탈(無所有處解脫): 4무색정 중 무소유처정에 의지하여 마음[識]에 대한 생각을 완전히 버리는 것을 말한다. 마음[識]의 속박, 즉, 마음에 대한 마음의 한계를 벗어나는 것이므로 해탈이라 이름한다.
7. 비상비비상처해탈(非想非非想處解脫): 4무색정 중 비상비비상처정에 의지하여, '마음[識]에 대한 생각을 완전히 버린 상태' 즉 무소유심(無所有心)을 다시 완전히 버리는 것을 말한다. 있음과 없음에 대한 마음의 한계를 벗어나는 것이므로 해탈이라 이름한다.
8. 멸수상정해탈(滅受想定解脫): 멸진정(滅盡定)에 의지하여 '일체의 마음[心]과 마음작용[心所]'이 소멸된 적정(寂靜)의 상태에 들어가는 것을 말한다. 마음과 수(受) · 상(想) 등의 마음작용의 한계 또는 시끄러움을 벗어난 고요한 상태이므로 해탈이라 이름한다. '일체의 마음과 마음작용'이란 부파불교이 교학에 따르면 6식과 6식과 상응하는 모든 마음작용을 뜻한다. 대승불교의 교학에 따르면 6식 모두와 제7 말나식의 염오한 부분 및 이 마음들과 상응하는 모든 마음작용을 뜻한다.

## (6) 가가(家家)
가가(家家, 산스크리트어: kulaṃkula), 가가성자(家家聖者), 가가수다원(家家須陀洹) 또는 가가사다함(家家斯陀含)은 욕계 수혹 9품 중 제1품~제3품 또는 제1품~제4품을 끊은 성자를 말한다.
여기서, 욕계 수혹 9품은 욕계의 수혹, 즉, 98수면 또는 128번뇌 중 욕계에 속한 수소단의 탐 · 진 · 만 · 무명을 그 강약 또는 추세(麁細, 거침과 미세함)에 따라, 상품 · 중품 · 하품의 3품으로 나누고 다시 그 각각을 상중하의 3품으로 나누어, 총 9가지로 나눈 것으로 ① 상상품(上上品) ② 상중품(上中品) ③ 상하품(上下品) ④ 중상품(中上品) ⑤ 중중품(中中品) ⑥ 중하품(中下品) ⑦ 하상품(下上品) ⑧ 하중품(下中品) ⑨ 하하품(下下品)을 말한다.
달리 말하면, 욕계 9품의 수혹 중 아직 어떤 수혹도 끊지 않은 상태의 성자인 예류과의 성자가 3품 또는 4품의 수혹을 단멸하였을 때 그 성자를 칭하는 이름이 바뀌어 예류(예류향 · 예류과) 즉 수다원(수다원향 · 수다원과)이라고 부르지 않고 가가라고 부르게 된다.
① ② ③ 의 3품의 욕계 수혹을 단멸한 성자는 이후 열반에 이르기까지 최대 3생이 걸리기 때문에 3생가가(三生家家)라고 불리고, ① ② ③ ④의 4품을 욕계 수혹을 단멸한 성자는 이후 열반에 이르기까지 최대 2생이 걸리기 때문에 2생가가(二生家家)라고 불린다.
하지만, 최대 3생 또는 2생일 뿐 가가가 된 성자가 이후  반드시 3생 또는 2생을 거쳐야 열반에 드는 것은 아니다. 예를 들어, 3품 또는 4품의 욕계 수혹을 단멸하여 가가가 된 후 더욱 정진하여 현생에서 일래과에 든 후 생을 마친 경우 바로 다음 생에서 열반에 들 수도 있으며, 또는 가가가 된 후 더욱 정진하여 현생에서 열반하여 다음 생을 받지 않을 수도 있으며, 또는 가가가 된 후 더욱 정진하여 현생에서 불환의 성자가 되어 상류반(上流般, 상계로 전생하여 반열반, 3생을 초과함)할 수도 있다.
일반적으로 말해, 가가는 3생가가와 2생가가를 통칭하는 것이라고도 할 수 있는데, 아래 표에서 보는 바와 같이 가가는 4향4과 중 일래향에 속한다. 가가는 욕계 9품의 수혹 중 3~4품을 끊은 성자이고 일래향은 욕계 9품의 수혹 중 1~5품을 끊은 성자이기 때문이다.
| 3향3과 | 단멸한 번뇌                | 단멸에 소요되는 생                     | 별도 명칭      |
| 예류향 | 견혹                       | 알 수 없음, 견혹은 단박(16심)에 끊어짐 |                |
| 예류과 | 견혹                       | 알 수 없음, 견혹은 단박(16심)에 끊어짐 |                |
| 일래향 | 욕계 수혹 ① 상상품(上上品) | 최대 2생                               |                |
| 일래향 | 욕계 수혹 ② 상중품(上中品) | 최대 1생                               |                |
| 일래향 | 욕계 수혹 ③ 상하품(上下品) | 최대 1생                               | 가가 · 3생가가 |
| 일래향 | 욕계 수혹 ④ 중상품(中上品) | 최대 1생                               | 가가 · 2생가가 |
| 일래향 | 욕계 수혹 ⑤ 중중품(中中品) | 최대 1생                               |                |
| 일래과 | 욕계 수혹 ⑥ 중하품(中下品) | 최대 1생                               |                |
| 불환향 | 욕계 수혹 ⑦ 하상품(下上品) | 최대 1생                               | 일간           |
| 불환향 | 욕계 수혹 ⑧ 하중품(下中品) | 최대 1생                               | 일간           |
| 불환과 | 욕계 수혹 ⑨ 하하품(下下品) | 최대 1생                               |                |
| 합계   | 욕계 수혹 9품              | 견도 후 열반까지 최대 7생              |                |

가가(家家)는 집에서 집으로 옮겨 간다는 뜻인데, 인(人)에서 천(天)으로 또는 천에서 인으로 옮겨 가는 것을 뜻한다. 즉, 욕계의 인간도에서 욕계의 천상도(즉, 6욕천)로, 욕계의 천상도(즉, 6욕천)에서 욕계의 인간도로 옮겨 가는 것을 말한다. 이것은 인간도에서 3품 또는 4품의 욕계 수혹을 단멸하여 가가라는 명칭을 획득한 후 그 생을 마치면 다음 생에는 천상도에 태어나고, 천상도(6욕천)에서 가가라는 명칭을 획득한 후 그 생을 마치면 다음 생에는 인간도에 태어난다는 것을 뜻한다.
그리고 위의 표에서 단멸에 소요되는 생은 특정한 도, 즉, 인간도 또는 천상도 중 하나에서의 생을 말한다. 말하자면, 3생가가(三生家家)는 열반에 이르기까지, 즉, 가가가 된 생과 열반에 든 생을 포함하여 모두 헤아릴 때, 인간도에서 최대 3생이 소요된다는 것 혹은 천상도에서 최대 3생이 소요된다는 것을 뜻한다. 그리고 2생가가(二生家家)는 열반에 이르기까지, 즉, 가가가 된 생과 열반에 든 생을 포함하여 모두 헤아릴 때, 인간도에서 최대 2생이 소요된다는 것 혹은 천상도에서 최대 2생이 소요된다는 것을 뜻한다.
즉, 3생가가의 경우, 인간도에서 3품의 욕계 수혹을 단멸하여 3생가가가 된 경우, 최대치로 볼 때, ① 인간도에서 가가가 된 생, ② 그 생을 마친 후 천상도에서 1생, ③ 인간도에서 1생, ④ 다시 천상도에서 1생, ⑤ 인간도에서 1생, ⑥ 다시 천상도에서 1생을 살게 된다. 그리고 이 마지막 ⑥ 천상도의 생에서 열반에 든다. 즉, 3생가가는 엄밀히 말해 열반에 들기까지, 즉, 가가가 된 생과 열반에 든 생을 포함하여 최대 6생을 살게 되고, 이 최대 6생 중 인간도에서의 생이 최대 3생이고 또한 천상도에서의 생이 최대 3생이다. 이 때문에 인간도 또는 천상도에서 생의 수에 초점을 맞추어, 실제로는 최대 6생이 걸리지만, 3생가가라고 부르는 것일 뿐이다. 그리고 천상도에서 3품의 욕계 수혹을 단멸하여 3생가가가 된 경우, 최대치로 볼 때, ① 천상도에서 가가가 된 생, ② 그 생을 마친 후 인간도에서 1생, ③ 천상도에서 1생, ④ 다시 인간도에서 1생, ⑤ 천상도에서 1생, ⑥ 다시 인간도에서 1생을 살게 된다. 그리고 이 마지막 ⑥ 인간도의 생에서 열반에 든다. 즉, 열반에 들기까지, 즉, 가가가 된 생과 열반에 든 생을 포함하여 최대 6생을 살게 되고, 이 최대 6생 중 천상도에서의 생이 최대 3생이고 또한 인간도에서의 생이 최대 3생이다.
마찬가지로, 2생가가의 경우, 인간도에서 4품의 욕계 수혹을 단멸하여 2생가가가 된 경우, 최대치로 볼 때, ① 인간도에서 가가가 된 생, ② 그 생을 마친 후 천상도에서 1생, ③ 인간도에서 1생, ④ 다시 천상도에서 1생을 살게 된다. 그리고 이 마지막 ④ 천상도의 생에서 열반에 든다. 즉, 2생가가는 엄밀히 말해 열반에 들기까지, 즉, 가가가 된 생과 열반에 든 생을 포함하여 최대 4생을 살게 되고, 이 최대 4생 중 인간도에서의 생이 최대 2생이고 또한 천상도에서의 생이 최대 2생이다. 이 때문에 인간도 또는 천상도에서 생의 수에 초점을 맞추어, 실제로는 최대 4생이 걸리지만, 2생가가라고 부르는 것일 뿐이다. 그리고 천상도에서 4품의 욕계 수혹을 단멸하여 2생가가가 된 경우, 최대치로 볼 때, ① 천상도에서 가가가 된 생, ② 그 생을 마친 후 인간도에서 1생, ③ 천상도에서 1생, ④ 다시 인간도에서 1생을 살게 된다. 그리고 이 마지막 ④ 인간도의 생에서 열반에 든다. 즉, 열반에 들기까지, 즉, 가가가 된 생과 열반에 든 생을 포함하여 최대 4생을 살게 되고, 이 최대 4생 중 천상도에서의 생이 최대 2생이고 또한 인간도에서의 생이 최대 2생이다.
한편, 가가가 인간도와 천상도 중 어느 도에서 열반에 드는가에 따라 인가가(人家家) 또는 천가가(天家家)라고 한다. 즉, 가가가 된 후 인간도에서 열반에 드는 이라면 인가가라고 하고 천상도에서 열반에 드는 이라면 천가가라고 한다.
3생가가의 경우, 인간도에서 3생가가가 된 경우, 최대치로 계산할 때, ① 가가가 된 인간도의 생, ② 그 후의 천상도의 생, ③ 다시 인간도의 생, ④ 천상도의 생, ⑤ 다시 인간도의 생, ⑥ 천상도의 생의 최대 6생을 살게 되고, 즉, 인간도의 3생과 천상도의 3생을 교대로 살게 되고, 이 6생 중 마지막의 ⑥ 천상도의 생에서 열반에 든다. 이 경우의 3생가가는 천가가에 속하고 따라서 3생천가가(三生天家家)라고 불린다. 마찬가지로, 천상도에서 3생가가가 된 경우, ① 가가가 된 천상도의 생, ② 그 후의 인간도의 생, ③ 다시 천상도의 생, ④ 인간도의 생, ⑤ 다시 천상도의 생, ⑥ 인간도의 생의 최대 6생을 살게 되고, 즉, 천상도의 3생과 인간도의 3생을 교대로 살게 되고, 이 6생 중 마지막의 ⑥ 인간도의 생에서 열반에 든다.  이 경우의 3생가가는 인가가에 속하고 따라서 3생인가가(三生人家家)라고 불린다.
마찬가지로, 2생가가의 경우, 인간도에서 2생가가가 된 된 경우, 최대치로 계산할 때, ① 가가가 된 인간도의 생, ② 그 후의 천상도의 생, ③ 다시 인간도의 생, ④ 천상도의 생의 최대 4생을 살게 되고, 즉, 인간도의 2생과 천상도의 2생을 교대로 살게 되고, 이 4생 중 마지막의 ④ 천상도의 생에서 열반에 든다. 이 경우의 2생가가는 천가가에 속하고 따라서 2생천가가(二生天家家)라고 불린다. 마찬가지로, 천상도에서 2생가가가 된 경우, ① 가가가 된 천상도의 생, ② 그 후의 인간도의 생, ③ 다시 천상도의 생, ④ 인간도의 생의 최대 4생을 살게 되고, 즉, 천상도의 2생과 인간도의 2생을 교대로 살게 되고, 이 4생 중 마지막의 ④ 인간도의 생에서 열반에 든다. 이 경우의 2생가가는 인가가에 속하고 따라서 2생인가가(二生人家家)라고 불린다.

## (7) 일간(一間)
일간(一間, 산스크리트어: ekavīcika, eka-vīcika, eko vīciḥ), 일종(一種), 일종자(一種子) 또는 일간성자(一間聖者)는 욕계 수혹 9품 중 7품 혹은 8품을 끊은 성자인 불환향의 한 부류로, 이들 번뇌를 끊을 때 그것을 대치하는 무루근(無漏根) 즉 이지근(已知根)을 성취하고 열반에 이르기 전에 욕계의 유정으로서 한 번의 생만을 더 받게 되는 성자를 말한다. 달리 말해, 일간은 불환향의 성자들 중 욕계 수혹 9품 중 7품 혹은 8품을 끊는 힘을 가진 이지근(已知根)을 성취한 상태에서 생을 마친 후, 다음 생에서 욕계 즉 인간도 혹은 6욕천에서 태어나서 그 생에서 열반에 이르는 성자들을 말한다.
'일간'(一間) 즉 '하나의 간격(틈)'이라는 낱말은 다음의 두 가지 뜻이 있다.
- 열반에 이르기 까지 한 번의 생이 간격(틈)으로 남아 있다.
- 불환과를 획득하기까지 1품의 욕계 수소단의 번뇌, 즉, 욕계 수혹 9품 중 제9품의 번뇌인 하하품(下下品)이 간격(틈)으로 남아 있다.

여기서, 욕계 수혹 9품은 욕계의 수혹, 즉, 98수면 또는 128번뇌 중 욕계에 속한 수소단의 탐 · 진 · 만 · 무명을 그 강약 또는 추세(麁細, 거침과 미세함)에 따라, 상품 · 중품 · 하품의 3품으로 나누고 다시 그 각각을 상중하의 3품으로 나누어, 총 9가지로 나눈 것으로 ① 상상품(上上品) ② 상중품(上中品) ③ 상하품(上下品) ④ 중상품(中上品) ⑤ 중중품(中中品) ⑥ 중하품(中下品) ⑦ 하상품(下上品) ⑧ 하중품(下中品) ⑨ 하하품(下下品)을 말한다.
그리고 무루근은 뛰어난 작용이 있어 능히 무루의 청정한 성스러운 법[聖法]을 낳을 수 있는 힘으로, 그 본질은 의(意) · 낙(樂) · 희(喜) · 사(捨) · 신(信) · 근(勤) · 염(念) · 정(定) · 혜(慧)의 9근(九根)이다. 견도위에서의 이러한 9근 즉 무루근을 미지당지근(未知當知根)이라 하고, 수도위에서의 이러한 9근 즉 무루근을 이지근이라고 하고, 무학위에서의 이러한 9근 즉 무루근을 구지근(具知根)이라 한다. 그리고 이들 미지당지근 · 이지근 · 구지근을 통칭하여 3무루근(三無漏根)이라 한다. 즉, 번뇌를 일으키지 않는 청정한 세 가지 힘 혹은 번뇌를 끊을 수 있는 청정한 세 가지 힘이다.
불환향 즉 욕계 수혹 9품 중 7품 혹은 8품을 끊은 성자이지만 일간이 아닌 경우가 있다. 범부위에서 유루도를 닦아, 예를 들어, 힌두교나 자이나교와 같은 외도의 수행을 닦아서 욕계 수혹 9품 중 7품 혹은 8품을 끊은 상태에서 견도 16심에 든 경우가 그러하다. 이 경우 제16심에서 예류과로 들어가는 것이 아니라 곧바로 일래과로 들어간다. 달리 말해, 이 경우에서는 견도 제1심~제15심이 예류향이 아니라 일래향이 되고 견도 제16심이 예류과가 아니라 일래과가 된다.  그리고 제16심은 1찰나이므로 다음 찰나에서 곧바로 불환향에 들어간다. 즉, 욕계 수혹 7품을 끊은 불환향이나 욕계 수혹 8품을 끊은 불환향이 된다. 이 경우는 수도위의 무루근 즉 이지근(已知根)으로 번뇌를 대치하여 불환향에 든 것이 아니므로, 7품 혹은 8품을 끊는 유루근은 이미 범부위에서 생겨나 있지만 7품 혹은 8품을 끊는 무루근 즉 이지근은 생겨나 있지 않은 상태이다. 따라서, 불환향이지만 일간은 아니다.
| 3향3과 | 단멸한 번뇌                | 단멸에 소요되는 생                     | 별도 명칭      |
| 예류향 | 견혹                       | 알 수 없음, 견혹은 단박(16심)에 끊어짐 |                |
| 예류과 | 견혹                       | 알 수 없음, 견혹은 단박(16심)에 끊어짐 |                |
| 일래향 | 욕계 수혹 ① 상상품(上上品) | 최대 2생                               |                |
| 일래향 | 욕계 수혹 ② 상중품(上中品) | 최대 1생                               |                |
| 일래향 | 욕계 수혹 ③ 상하품(上下品) | 최대 1생                               | 가가 · 3생가가 |
| 일래향 | 욕계 수혹 ④ 중상품(中上品) | 최대 1생                               | 가가 · 2생가가 |
| 일래향 | 욕계 수혹 ⑤ 중중품(中中品) | 최대 1생                               |                |
| 일래과 | 욕계 수혹 ⑥ 중하품(中下品) | 최대 1생                               |                |
| 불환향 | 욕계 수혹 ⑦ 하상품(下上品) | 최대 1생                               | 일간           |
| 불환향 | 욕계 수혹 ⑧ 하중품(下中品) | 최대 1생                               | 일간           |
| 불환과 | 욕계 수혹 ⑨ 하하품(下下品) | 최대 1생                               |                |
| 합계   | 욕계 수혹 9품              | 견도 후 열반까지 최대 7생              |                |

## (8) 예류향(預流向)
예류향(預流向, 산스크리트어: srotāpatti-pratipannaka, srota-āpatti-phala-pratipannaka)은 무루지를 최초로 증득하는 견도위의 성자로서 예류과에 나아가는 도중에 있는 성자를 말한다. 이 기간은 겨우 15찰나에 지나지 않는다. 즉, 견도 16심 중 최후 제16심을 제외한 15심 즉 15찰나가 예류향의 기간이다. 그리고 예류과는 3계의 견혹을 끊은 과위(果位)에 머물면서 아직 어떤 수혹도 끊지 못한 성자를 말한다.
대체로 말해, 예류향과 견도 15심이 동의어이고 예류과가 견도 제16심과 동의어라고 할 수 있다. 하지만, 엄밀히 말해서는 그렇지 않다.
견도에 들어가기 전의 범부위에서 유루도로써 욕계 수혹 9품 중 1품도 끊지 못한 이나, 혹은, 범부위에서 유루도로써 욕계 수혹 9품 중 제1품 내지 제5품의 수혹을 이미 끊은 이가 견도위에 들어갔을 경우, 이 경우의 견도 16심 중 15심이 예류향이고 제16심이 예류과이다.
여기서, 욕계 수혹 9품은 욕계의 수혹, 즉, 98수면 또는 128번뇌 중 욕계에 속한 수소단의 탐 · 진 · 만 · 무명을 그 강약 또는 추세(麁細, 거침과 미세함)에 따라, 상품 · 중품 · 하품의 3품으로 나누고 다시 그 각각을 상중하의 3품으로 나누어, 총 9가지로 나눈 것으로 ① 상상품(上上品) ② 상중품(上中品) ③ 상하품(上下品) ④ 중상품(中上品) ⑤ 중중품(中中品) ⑥ 중하품(中下品) ⑦ 하상품(下上品) ⑧ 하중품(下中品) ⑨ 하하품(下下品)을 말한다.
| 3향3과 | 단멸한 번뇌                | 단멸에 소요되는 생                     | 별도 명칭      |
| 예류향 | 견혹                       | 알 수 없음, 견혹은 단박(16심)에 끊어짐 |                |
| 예류과 | 견혹                       | 알 수 없음, 견혹은 단박(16심)에 끊어짐 |                |
| 일래향 | 욕계 수혹 ① 상상품(上上品) | 최대 2생                               |                |
| 일래향 | 욕계 수혹 ② 상중품(上中品) | 최대 1생                               |                |
| 일래향 | 욕계 수혹 ③ 상하품(上下品) | 최대 1생                               | 가가 · 3생가가 |
| 일래향 | 욕계 수혹 ④ 중상품(中上品) | 최대 1생                               | 가가 · 2생가가 |
| 일래향 | 욕계 수혹 ⑤ 중중품(中中品) | 최대 1생                               |                |
| 일래과 | 욕계 수혹 ⑥ 중하품(中下品) | 최대 1생                               |                |
| 불환향 | 욕계 수혹 ⑦ 하상품(下上品) | 최대 1생                               | 일간           |
| 불환향 | 욕계 수혹 ⑧ 하중품(下中品) | 최대 1생                               | 일간           |
| 불환과 | 욕계 수혹 ⑨ 하하품(下下品) | 최대 1생                               |                |
| 합계   | 욕계 수혹 9품              | 견도 후 열반까지 최대 7생              |                |

범부위에서 유루도를 닦았지만 욕계 수혹 9품 중 제1품도 끊지 못한 상태에서 견도 16심에 든 경우, 견도 제1심~제15심이 예류향이고 제16심이 예류과이다. 그리고 제16심 이후에는 아직 어떤 수혹도 끊지 못한 상태, 즉, 98수면 또는 128번뇌 중 욕계의 수소단에 속한 탐 · 진 · 치 · 만의 9품 중 제1품도 끊지 못한 상태이므로 계속하여 예류과에 머문다. 예류과의 상태에서 더욱 정진하여 제1품의 수혹을 끊으면, 위의 표에 나타난 바와 같이, 일래향의 다섯 유형 중 첫 번째 유형, 즉, ① 상상품(上上品)을 끊은 일래향이 된다. 그런데 이 상상품을 끊는 것이 쉽지 않아, 견도를 증득한 이임에도 불구하고 최대 2생이 걸린다.
한편, 이러한 상태의 성자, 즉,  욕계 수혹 9품 중 제1품도 끊지 못한 상태에서 견도 16심에 들어 성자가 된 이를 구박의 성자, 또는 간략히 구박(具縛)이라고 한다.
범부위에서 유루도를 닦아, 예를 들어, 힌두교나 자이나교와 같은 외도의 수행을 닦았거나 불교의 유루 6행관을 닦아서 욕계 수혹 9품 중 제1품~제5품을 끊은 상태에서 견도 16심에 든 경우, 견도 제1심~제15심은 예류향이고 제16심은 예류과이다. 그리고 제16심은 1찰나이므로 다음 찰나에서 곧바로 일래향에 들어간다. 즉, 범부위에서 제1품의 수혹을 끊은 경우 일래향의 다섯 유형 중 첫 번째 유형, 즉, ① 상상품(上上品)을 끊은 일래향이 된다. 마찬가지로, 제5품의 수혹을 끊은 경우 일래향의 다섯 유형 중 다섯 번째 유형, 즉, ⑤ 중중품(中中品)을 끊은 일래향이 된다.
범부위에서 유루도를 닦아 욕계 수혹 9품 중 제6품을 끊은 상태에서 견도 16심에 든 경우, 견도 제1심~제15심은 일래향이고 제16심은 일래과이다. 그리고 제16심은 1찰나인데, 제6품 즉 ⑥ 중하품(中下品)까지만 끊은 상태이므로, 다음 찰나부터는 계속하여 일래과에 머문다.
범부위에서 유루도를 닦아 욕계 수혹 9품 중 제7품 · 제8품을 끊은 상태에서 견도 16심에 든 경우, 견도 제1심~제15심은 일래향이고 제16심은 일래과이다. 그리고 제16심은 1찰나이므로 다음 찰나에서 곧바로 불환향에 들어간다. 즉, 범부위에서 제7품의 수혹을 끊은 경우 불환향의 두 유형 중 첫 번째 유형, 즉, ⑦ 하상품(下上品)을 끊은 불환향이 된다. 마찬가지로, 제8품의 수혹을 끊은 경우 불환향의 두 유형 중 두 번째 유형, 즉, ⑧ 하중품(下中品)을 끊은 불환향이 된다.
범부위에서 유루도를 닦아 욕계 수혹 9품 중 제9품을 끊은 상태에서 견도 16심에 든 경우, 견도 제1심~제15심은 불환향이고 제16심은 불환과이다. 그리고 제16심은 1찰나인데, 제9품 즉 ⑨ 하하품(下下品)을 끊은 상태이므로, 다음 찰나부터는 계속하여 불환과에 머문다.
한편, 이와 같이, 4향4과를 순차적으로 증득하는 것이 아니라 범부위에서 성취한 3계9지의 9지 각각의 수혹 제1품~제9품의 단멸 덕분에, 견도 16심의 제1심~제15심에서 예류향에 들어가고 제16심에서 예류과로 들어가는 것이 아니라, 제1심~제15심에서 일래향에 들어가고 제16심에서 일래과에 들어가거나, 제1심~제15심에서 불환향에 들어가고 제16심에서 불환과에 들어가는 것을 초월증의 성자 또는 간략히 초월증(超越證)이라고 한다. 이에 반해, 4향4과를 순차적으로 증득하는 것을 차제증의 성자 또는 간략히 차제증(次第證)이라고 한다. 그리고 견도 제1심~제15심에서 아라한향에 들어가고 견도 제16심에서 아라한과에 들어가는 초월증이 있는가에 대해서는 여러 견해가 있다.
《아비달마구사론》제23권에 따르면, 범부위에서 유루도를 닦아 욕계 수혹 9품 중 제9품을 끊은 상태일 뿐만 아니라 색계 초선천의 수혹 제1품~제9품 나아가 무색계 제3천인 무소유처의 수혹 제1품~제9품을 끊은 상태에서  견도 16심에 든 경우에도, 견도 제1심~제15심은 불환향이고 제16심은 불환과이다. 그리고 제16심은 1찰나인데 다음 찰나부터는 계속하여 불환과에 머문다. 즉, 부파불교의 설일체유부의 교학에 따르면, 아라한향 · 아라한과로의 초월증은 없다. 이에 비해 대승불교의 유식유가행파에서는 아라한향 · 아라한과로의 초월증이 있다고 보머, 특히, 천태종에서는 더 나아가 불과로의 초월증도 인정한다.

## (9) 예류과(預流果)
예류과(預流果, 산스크리트어: srotaāpatti-phala) 또는 수다원과(須陀洹果)는 견혹을 끊은 과위(果位)에 머물면서 아직 수혹을 끊지 못한 성자를 말한다. 열반을 증득하기까지 최대한 일곱 번의 생을 반복한다.
예류향(預流向)이 견도 16심(見道十六心) 중 제1~15심의 성자로서 견도위의 성자인 반면, 예류과는 견도 16심 중 제16심의 성자와 제16심 이후 욕계 수혹 9품 중 아직 제1품 즉 상상품도 단멸하지 못한 상태의 성자를 통칭하는 것으로 수도위의 성자이다.
여기서, 욕계 수혹 9품은 욕계의 수혹, 즉, 98수면 또는 128번뇌 중 욕계에 속한 수소단의 탐 · 진 · 만 · 무명을 그 강약 또는 추세(麁細, 거침과 미세함)에 따라, 상품 · 중품 · 하품의 3품으로 나누고 다시 그 각각을 상중하의 3품으로 나누어, 총 9가지로 나눈 것으로 ① 상상품(上上品) ② 상중품(上中品) ③ 상하품(上下品) ④ 중상품(中上品) ⑤ 중중품(中中品) ⑥ 중하품(中下品) ⑦ 하상품(下上品) ⑧ 하중품(下中品) ⑨ 하하품(下下品)을 말한다.
그리고 견도 16심은 엄밀히 말해 틀린 표현으로, 견도 15심과 수도 1심이라고 해야 하지만 편의를 위해 견도 16심이라고 한다.
| 3향3과 | 단멸한 번뇌                | 단멸에 소요되는 생                     | 별도 명칭      |
| 예류향 | 견혹                       | 알 수 없음, 견혹은 단박(16심)에 끊어짐 |                |
| 예류과 | 견혹                       | 알 수 없음, 견혹은 단박(16심)에 끊어짐 |                |
| 일래향 | 욕계 수혹 ① 상상품(上上品) | 최대 2생                               |                |
| 일래향 | 욕계 수혹 ② 상중품(上中品) | 최대 1생                               |                |
| 일래향 | 욕계 수혹 ③ 상하품(上下品) | 최대 1생                               | 가가 · 3생가가 |
| 일래향 | 욕계 수혹 ④ 중상품(中上品) | 최대 1생                               | 가가 · 2생가가 |
| 일래향 | 욕계 수혹 ⑤ 중중품(中中品) | 최대 1생                               |                |
| 일래과 | 욕계 수혹 ⑥ 중하품(中下品) | 최대 1생                               |                |
| 불환향 | 욕계 수혹 ⑦ 하상품(下上品) | 최대 1생                               | 일간           |
| 불환향 | 욕계 수혹 ⑧ 하중품(下中品) | 최대 1생                               | 일간           |
| 불환과 | 욕계 수혹 ⑨ 하하품(下下品) | 최대 1생                               |                |
| 합계   | 욕계 수혹 9품              | 견도 후 열반까지 최대 7생              |                |

## (10) 일래향(一來向)
일래향(一來向, 산스크리트어: sakṛdāgāmi-pratipannaka, sakṛd-āgāmi-pratipannaka) 또는 사다함향(斯陀含向)은 욕계의 수혹 9품 중 제1품~제5품을 끊은 성자를 말한다.
여기서, 욕계 수혹 9품은 욕계의 수혹, 즉, 98수면 또는 128번뇌 중 욕계에 속한 수소단의 탐 · 진 · 만 · 무명을 그 강약 또는 추세(麁細, 거침과 미세함)에 따라, 상품 · 중품 · 하품의 3품으로 나누고 다시 그 각각을 상중하의 3품으로 나누어, 총 9가지로 나눈 것으로 ① 상상품(上上品) ② 상중품(上中品) ③ 상하품(上下品) ④ 중상품(中上品) ⑤ 중중품(中中品) ⑥ 중하품(中下品) ⑦ 하상품(下上品) ⑧ 하중품(下中品) ⑨ 하하품(下下品)을 말한다.
달리 말해, 예류의 성자, 즉, 수다원, 즉, 예류과를 증득한 성자, 즉, 욕계 9품의 수혹 중 아직 어떤 수혹도 끊지 않은 상태의 성자인 예류과의 성자가 1품 내지 5품의 수혹을 단멸하였을 때 그 성자를 칭하는 이름이 바뀌어 예류(예류향 · 예류과) 즉 수다원(수다원향 · 수다원과)이라고 부르지 않고 일래향이라 부르게 된다.
| 3향3과 | 단멸한 번뇌                | 단멸에 소요되는 생                     | 별도 명칭      |
| 예류향 | 견혹                       | 알 수 없음, 견혹은 단박(16심)에 끊어짐 |                |
| 예류과 | 견혹                       | 알 수 없음, 견혹은 단박(16심)에 끊어짐 |                |
| 일래향 | 욕계 수혹 ① 상상품(上上品) | 최대 2생                               |                |
| 일래향 | 욕계 수혹 ② 상중품(上中品) | 최대 1생                               |                |
| 일래향 | 욕계 수혹 ③ 상하품(上下品) | 최대 1생                               | 가가 · 3생가가 |
| 일래향 | 욕계 수혹 ④ 중상품(中上品) | 최대 1생                               | 가가 · 2생가가 |
| 일래향 | 욕계 수혹 ⑤ 중중품(中中品) | 최대 1생                               |                |
| 일래과 | 욕계 수혹 ⑥ 중하품(中下品) | 최대 1생                               |                |
| 불환향 | 욕계 수혹 ⑦ 하상품(下上品) | 최대 1생                               | 일간           |
| 불환향 | 욕계 수혹 ⑧ 하중품(下中品) | 최대 1생                               | 일간           |
| 불환과 | 욕계 수혹 ⑨ 하하품(下下品) | 최대 1생                               |                |
| 합계   | 욕계 수혹 9품              | 견도 후 열반까지 최대 7생              |                |

## (11) 일래과(一來果)
일래과(一來果, 산스크리트어: sakṛd-āgāmi-phala, sakṛd-āgāmin) 또는 사다함과(斯陀含果)는 욕계 수혹 9품 중 제6품을 끊은 성자를 말한다.
여기서, 욕계 수혹 9품은 욕계의 수혹, 즉, 98수면 또는 128번뇌 중 욕계에 속한 수소단의 탐 · 진 · 만 · 무명을 그 강약 또는 추세(麁細, 거침과 미세함)에 따라, 상품 · 중품 · 하품의 3품으로 나누고 다시 그 각각을 상중하의 3품으로 나누어, 총 9가지로 나눈 것으로 ① 상상품(上上品) ② 상중품(上中品) ③ 상하품(上下品) ④ 중상품(中上品) ⑤ 중중품(中中品) ⑥ 중하품(中下品) ⑦ 하상품(下上品) ⑧ 하중품(下中品) ⑨ 하하품(下下品)을 말한다.
달리 말해, 예류향의 성자, 즉, 욕계 9품의 수혹 중 제1품 내지 제5품의 수혹을 단멸한 성자가 더욱 정진하여 제6품의 수혹을 단멸하였을 때 그 성자를 칭하는 이름이 바뀌어 일래향이라 부르지 않고 일래과라고 부르게 된다.
인간도에서 일래과를 증득한 후 그 생을 마치게 되면, 천상도 즉 6욕천에 태어나서 1생을 산 후 다시 인간도에 태어나서 열반에 들게 된다. 그리고 천상도 즉 6욕천에서 일래과를 증득한 후 그 생을 마치게 되면, 인간도에 태어나서 1생을 산 후 다시 천상도즉 6욕천에 태어나서 열반에 들게 된다. 즉, 1번의 왕래를 거친 후에 다시 태어나는 일이 없게 된다. 이러한 이유로 '일래'(一來, 한 번 오는 자)라고 한다. 보다 엄밀히 표현하여, 일래과를 일왕일래(一往一來, 한 번 가고 한 번 오는 자)라고도 한다. 쌍의 생(인간도 · 천상도의 2생, 또는 천상도 · 인간도의 2생)을 1생으로 헤아리지 않고 각각의 생을 1생으로 하여 열반의 들기까지의 생의 수를 헤아려보면, 일래과를 증득한 생과 열반에 드는 생을 포함하여 최대 총 3생을 통해 열반에 들게 된다. 아래 표에서 '단멸에 소요되는 생'에서의 1생은 쌍의 1생 즉 2생을 뜻한다.
한편, 일래과를 박탐진치(薄貪瞋癡) 즉 '탐 · 진 · 치가 희박해진 자'라고도 하는데, 이것은 욕계 수혹 9품 중 오직 하품의 탐 · 진 · 치, 즉,  ⑦ 하상품(下上品) ⑧ 하중품(下中品) ⑨ 하하품(下下品)의 탐 · 진 · 치만 남아 있는 상태이기 때문이다.
| 3향3과 | 단멸한 번뇌                | 단멸에 소요되는 생                     | 별도 명칭      |
| 예류향 | 견혹                       | 알 수 없음, 견혹은 단박(16심)에 끊어짐 |                |
| 예류과 | 견혹                       | 알 수 없음, 견혹은 단박(16심)에 끊어짐 |                |
| 일래향 | 욕계 수혹 ① 상상품(上上品) | 최대 2생                               |                |
| 일래향 | 욕계 수혹 ② 상중품(上中品) | 최대 1생                               |                |
| 일래향 | 욕계 수혹 ③ 상하품(上下品) | 최대 1생                               | 가가 · 3생가가 |
| 일래향 | 욕계 수혹 ④ 중상품(中上品) | 최대 1생                               | 가가 · 2생가가 |
| 일래향 | 욕계 수혹 ⑤ 중중품(中中品) | 최대 1생                               |                |
| 일래과 | 욕계 수혹 ⑥ 중하품(中下品) | 최대 1생                               |                |
| 불환향 | 욕계 수혹 ⑦ 하상품(下上品) | 최대 1생                               | 일간           |
| 불환향 | 욕계 수혹 ⑧ 하중품(下中品) | 최대 1생                               | 일간           |
| 불환과 | 욕계 수혹 ⑨ 하하품(下下品) | 최대 1생                               |                |
| 합계   | 욕계 수혹 9품              | 견도 후 열반까지 최대 7생              |                |

## (12) 불환향(不還向)
불환향(不還向, 산스크리트어: anāgāmi-phala-pratipanna), 불환과향(不還果向) 또는 아나함향(阿那含向)은 욕계 수혹 9품 중 제7품 또는 제8품을 끊은 성자를 말한다.
여기서, 욕계 수혹 9품은 욕계의 수혹, 즉, 98수면 또는 128번뇌 중 욕계에 속한 수소단의 탐 · 진 · 만 · 무명을 그 강약 또는 추세(麁細, 거침과 미세함)에 따라, 상품 · 중품 · 하품의 3품으로 나누고 다시 그 각각을 상중하의 3품으로 나누어, 총 9가지로 나눈 것으로 ① 상상품(上上品) ② 상중품(上中品) ③ 상하품(上下品) ④ 중상품(中上品) ⑤ 중중품(中中品) ⑥ 중하품(中下品) ⑦ 하상품(下上品) ⑧ 하중품(下中品) ⑨ 하하품(下下品)을 말한다.
| 3향3과 | 단멸한 번뇌                | 단멸에 소요되는 생                     | 별도 명칭      |
| 예류향 | 견혹                       | 알 수 없음, 견혹은 단박(16심)에 끊어짐 |                |
| 예류과 | 견혹                       | 알 수 없음, 견혹은 단박(16심)에 끊어짐 |                |
| 일래향 | 욕계 수혹 ① 상상품(上上品) | 최대 2생                               |                |
| 일래향 | 욕계 수혹 ② 상중품(上中品) | 최대 1생                               |                |
| 일래향 | 욕계 수혹 ③ 상하품(上下品) | 최대 1생                               | 가가 · 3생가가 |
| 일래향 | 욕계 수혹 ④ 중상품(中上品) | 최대 1생                               | 가가 · 2생가가 |
| 일래향 | 욕계 수혹 ⑤ 중중품(中中品) | 최대 1생                               |                |
| 일래과 | 욕계 수혹 ⑥ 중하품(中下品) | 최대 1생                               |                |
| 불환향 | 욕계 수혹 ⑦ 하상품(下上品) | 최대 1생                               | 일간           |
| 불환향 | 욕계 수혹 ⑧ 하중품(下中品) | 최대 1생                               | 일간           |
| 불환과 | 욕계 수혹 ⑨ 하하품(下下品) | 최대 1생                               |                |
| 합계   | 욕계 수혹 9품              | 견도 후 열반까지 최대 7생              |                |

## (13) 불환과(不還果)
불환과(不還果, 산스크리트어: anāgāmi-phala, anāgāmin) 또는 아나함(阿那含)은 욕계 수혹 9품 중  제9품을 끊은 성자를 말한다. 3계의 견혹을 견도에서 모두 끊었고 이제 욕계의 수혹 9품을 모두 끊었으므로 욕계의 번뇌를 모두 끊은 상태이다. 그렇기 때문에 욕계의 계박을 벗어난 상태이다. 따라서 불환과를 증득한 상태에서 생을 마치면 다음 생에는 욕계 즉 인간도나 6욕천에 태어나지 않으며 색계에 태어난다.
여기서, 욕계 수혹 9품은 욕계의 수혹, 즉, 98수면 또는 128번뇌 중 욕계에 속한 수소단의 탐 · 진 · 만 · 무명을 그 강약 또는 추세(麁細, 거침과 미세함)에 따라, 상품 · 중품 · 하품의 3품으로 나누고 다시 그 각각을 상중하의 3품으로 나누어, 총 9가지로 나눈 것으로 ① 상상품(上上品) ② 상중품(上中品) ③ 상하품(上下品) ④ 중상품(中上品) ⑤ 중중품(中中品) ⑥ 중하품(中下品) ⑦ 하상품(下上品) ⑧ 하중품(下中品) ⑨ 하하품(下下品)을 말한다.
'불환'(不還)이란 욕계로 되돌아오지 않음 즉 욕계에 다시 태어나지 않음을 뜻한다.
| 3향3과 | 단멸한 번뇌                | 단멸에 소요되는 생                     | 별도 명칭      |
| 예류향 | 견혹                       | 알 수 없음, 견혹은 단박(16심)에 끊어짐 |                |
| 예류과 | 견혹                       | 알 수 없음, 견혹은 단박(16심)에 끊어짐 |                |
| 일래향 | 욕계 수혹 ① 상상품(上上品) | 최대 2생                               |                |
| 일래향 | 욕계 수혹 ② 상중품(上中品) | 최대 1생                               |                |
| 일래향 | 욕계 수혹 ③ 상하품(上下品) | 최대 1생                               | 가가 · 3생가가 |
| 일래향 | 욕계 수혹 ④ 중상품(中上品) | 최대 1생                               | 가가 · 2생가가 |
| 일래향 | 욕계 수혹 ⑤ 중중품(中中品) | 최대 1생                               |                |
| 일래과 | 욕계 수혹 ⑥ 중하품(中下品) | 최대 1생                               |                |
| 불환향 | 욕계 수혹 ⑦ 하상품(下上品) | 최대 1생                               | 일간           |
| 불환향 | 욕계 수혹 ⑧ 하중품(下中品) | 최대 1생                               | 일간           |
| 불환과 | 욕계 수혹 ⑨ 하하품(下下品) | 최대 1생                               |                |
| 합계   | 욕계 수혹 9품              | 견도 후 열반까지 최대 7생              |                |

불환과의 성자들이 태어나서 사는 색계의 하늘들로는 대표적인 것으로 색계 제4선천의 무번천(無煩天) · 무열천(無熱天) · 선현천(善現天) · 선견천(善見天) · 색구경천(色究竟天)이 있다. 이들을 통칭하여 5정거천(五淨居天) 또는 5불환천(五不還天)이라 한다.
엄밀히 말해, 불환과를 증득한 성자가 언제나 5정거천에서 태어나는 것은 아니다. 인연에 따라 색계의 어느 처소에서도 태어날 수 있다. 또는 무색계의 어느 처소에서도 태어날 수 있다. 다만, 이들이 태어나는 색계 · 무색계의 처소 중 대표적인 것을 들어 알기 쉽게 말하기 위해 색계의 5정거천을 드는 것일 뿐이다.
불환과의 성자가 열반에 이르기까지의 과정에 따라 5가지로 구분한 것, 특히, 색계로 가서 열반에 이르기까지의 과정에 따라 5가지로 구분한 것이 ① 중반(中般) ② 생반(生般) ③ 유행반(有行般) ④ 무행반(無行般) ⑤ 상류반(上流般)의 5종불환(五種不還)이다.
불환과의 성자가 열반에 이르기까지의 과정에 따라 6가지로 구분한 것이 ① 중반(中般) ② 생반(生般) ③ 유행반(有行般) ④ 무행반(無行般) ⑤ 상류반(上流般) ⑥ 현반(現般)의 6종불환(六種不還)이다.
불환과의 성자가 열반에 이르기까지의 과정에 따라 7가지로 구분한 것이 ① 중반(中般) ② 생반(生般) ③ 유행반(有行般) ④ 무행반(無行般) ⑤ 상류반(上流般) ⑥ 행무색(行無色 = 무색반 無色般) ⑦ 현반(現般)의 7종불환(七種不還)이다.
불환과의 성자가 열반에 이르기까지의 과정에 따라 7가지로 구분한 것이 ① 속반(速般) ② 비속반(非速般) ③ 경구반(經久般) ④ 생반(生般) ⑤ 유행반(有行般) ⑥ 무행반(無行般) ⑦ 상류반(上流般)의 7선사취(七善士趣)이다.
불환과의 성자가 열반에 이르기까지의 과정에 따라 8가지로 구분한 것이 ① 중반(中般) ② 생반(生般) ③ 유행반(有行般) ④ 무행반(無行般) ⑤ 상류반(上流般) ⑥ 행무색(行無色 = 무색반 無色般) ⑦ 현반(現般) ⑧ 부정반(不定般)의 8종불환(八種不還)이다.
불환과의 성자가 열반에 이르기까지의 과정에 따라 9가지로 구분한 것이 ① 속반(速般) ② 비속반(非速般) ③ 경구반(經久般) ④ 생반(生般) ⑤ 유행반(有行般) ⑥ 무행반(無行般) ⑦ 전초(全超) ⑧ 반초(半超) ⑨ 변몰(遍歿)의 9종불환(九種不還)이다.
불환과의 성자를 11가지로 구분한 것이 ① 현반(現般) ② 전세(轉世) ③ 중반(中般) ④ 생반(生般) ⑤ 유행반(有行般) ⑥ 무행반(無行般) ⑦ 낙혜(樂慧) ⑧ 낙정(樂定) ⑨ 신해(信解) ⑩ 견지(見至) ⑪ 신증(身證)의 11종불환(十一種不還)이다.

## (14) 중반(中般)
| 성문4과           | 10결의 조복과 단멸 (팔리어 대장경에 따른) | 10결의 조복과 단멸 (팔리어 대장경에 따른)          | 10결의 조복과 단멸 (팔리어 대장경에 따른) | 윤회                       |
| 예류과 (수다원)   | 5하분결                                   | 1. 유신견결 2. 의결 3. 계금취견결                  | 단멸                                      | 인간도와 천상도에 최대 7생 |
| 일래과 (사다함)   | 5하분결                                   | 4. 욕탐결 5. 진에결 (10. 무명결)                   | 조복                                      | 인간도에 최대 1생          |
| 불환과 (아나함)   | 5하분결                                   | 4. 욕탐결 5. 진에결 (10. 무명결)                   | 단멸                                      | 청정한 곳에 최대 1생       |
| 아라한과 (아라한) | 5상분결                                   | 6. 색탐결 7. 무색탐결 8. 만결 9. 도거결 10. 무명결 | 단멸                                      | 윤회하지 않음              |

중반(中般, 산스크리트어: antara-parinirvāyin) 또는 중반열반(中般涅槃)은 불환과를 증득한 성자, 즉, 불환 즉 아나함을 열반에 이르기까지의 과정에 따라 구분한 유형 중의 하나로, 죽음과 다시 태어남의 중간(中間)에서, 즉, 색계에 태어나기 전의 처소인 색계 중유(中有)에서 열반(반열반)을 증득하는 유형을 말한다.
즉, 뛰어난 가행(노력 · 수행)으로 열반으로 나아가던 중 명종(命終)의 인연으로 인해 생을 마쳤지만 뛰어난 가행으로 인해 색계에 태어나기 전의 상태인 색계 중유에서 아직 끊지 못하고 남은 번뇌인 5상분결을 끊어 아라한과를 증득하는, 즉, 열반에 드는 유형이다.
불환 즉 아나함은 크게 색계로 가서 열반에 드는 자와 무색계로 가서 열반에 드는 자로 나눌 수 있다. 즉, 욕계에 있을 때 욕계의 탐 · 진 · 치 · 만 등의 욕계의 수혹만 떠난 경우에는 목숨을 마친 후 색계에 태어나고, 욕계에 있을 때 욕계의 수혹 뿐 아니라 색계의 탐 · 치 · 만 등의 색계의 수혹도 떠난 경우에는 무색계에 태어난다. 색계로 가서 열반에 드는 불환의 유형에는 중반 · 생반 · 유행반 · 무행반 · 상류반의 5가지 유형이 있고, 이들을 통칭하여 5종불환(五種不還)이라 한다. 욕계와 색계는 각각 중유가 있지만 무색계에는 중유가 없기 때문에 무색계로 가서 열반에 드는 불환의 유형에는 생반 · 유행반 · 무행반 · 상류반의 4가지 유형이 있다.
중반은 다시 번뇌와 근기의 차별로 인해 속반(速般) · 비속반(非速般) · 경구반(經久般)의 세 유형으로 나뉜다. 속반은 하품의 번뇌가 현행하는 상품의 근기를 가진 불환이어서 중유에서 신속하게 열반을 증득하는 유형이다. 비속반은 중품의 번뇌가 현행하는 중품의 근기를 가진 불환이어서 중유에서 얼마 동안 머문 후 열반을 증득하는 유형이다. 경구반은 상품의 번뇌가 현행하는 하품의 근기를 가진 불환이어서 중유에서 오랜 시간 지난 후 열반을 증득하는 유형이다.
| 4향4과   | 단멸한 번뇌                                                    | 단멸에 소요되는 생                     | 별도 명칭                                  |
| 예류향   | 견혹                                                           | 알 수 없음, 견혹은 단박(16심)에 끊어짐 |                                            |
| 예류과   | 견혹                                                           | 알 수 없음, 견혹은 단박(16심)에 끊어짐 |                                            |
| 일래향   | 욕계 수혹 ① 상상품(上上品)                                     | 최대 2생                               |                                            |
| 일래향   | 욕계 수혹 ② 상중품(上中品)                                     | 최대 1생                               |                                            |
| 일래향   | 욕계 수혹 ③ 상하품(上下品)                                     | 최대 1생                               | 가가 · 3생가가                             |
| 일래향   | 욕계 수혹 ④ 중상품(中上品)                                     | 최대 1생                               | 가가 · 2생가가                             |
| 일래향   | 욕계 수혹 ⑤ 중중품(中中品)                                     | 최대 1생                               |                                            |
| 일래과   | 욕계 수혹 ⑥ 중하품(中下品)                                     | 최대 1생                               |                                            |
| 불환향   | 욕계 수혹 ⑦ 하상품(下上品)                                     | 최대 1생                               | 일간                                       |
| 불환향   | 욕계 수혹 ⑧ 하중품(下中品)                                     | 최대 1생                               | 일간                                       |
| 불환과   | 욕계 수혹 ⑨ 하하품(下下品)                                     | 최대 1생                               | 중반 생반 유행반 무행반 상류반 행무색 현반 |
| 아라한향 | 색계 초선 수혹 9품                                             | 최대 1생                               |                                            |
| 아라한향 | 색계 제2선 수혹 9품                                            | 최대 1생                               |                                            |
| 아라한향 | 색계 제3선 수혹 9품                                            | 최대 1생                               |                                            |
| 아라한향 | 색계 제4선 수혹 9품                                            | 최대 1생                               |                                            |
| 아라한향 | 무색계 공무변처지 수혹 9품                                     | 최대 1생                               |                                            |
| 아라한향 | 무색계 식무변처지 수혹 9품                                     | 최대 1생                               |                                            |
| 아라한향 | 무색계 무소유처지 수혹 9품                                     | 최대 1생                               |                                            |
| 아라한향 | 무색계 비상비비상처지 수혹 8품                                 | 최대 1생                               |                                            |
| 아라한과 | 무색계 비상비비상처지 수혹 제9품                               | 최대 1생                               | 금강유정                                   |
| 합계     | 욕계 수혹 9품 색계 수혹 36품 무색계 수혹 36품 3계 수혹 총 81품 | 견도 후 열반까지 최대 7생              |                                            |

## (15) 생반(生般)
| 성문4과           | 10결의 조복과 단멸 (팔리어 대장경에 따른) | 10결의 조복과 단멸 (팔리어 대장경에 따른)          | 10결의 조복과 단멸 (팔리어 대장경에 따른) | 윤회                       |
| 예류과 (수다원)   | 5하분결                                   | 1. 유신견결 2. 의결 3. 계금취견결                  | 단멸                                      | 인간도와 천상도에 최대 7생 |
| 일래과 (사다함)   | 5하분결                                   | 4. 욕탐결 5. 진에결 (10. 무명결)                   | 조복                                      | 인간도에 최대 1생          |
| 불환과 (아나함)   | 5하분결                                   | 4. 욕탐결 5. 진에결 (10. 무명결)                   | 단멸                                      | 청정한 곳에 최대 1생       |
| 아라한과 (아라한) | 5상분결                                   | 6. 색탐결 7. 무색탐결 8. 만결 9. 도거결 10. 무명결 | 단멸                                      | 윤회하지 않음              |

생반(生般, 산스크리트어: upapadya-parinirvāyin) 또는 생반열반(生般涅槃)은 불환과를 증득한 성자, 즉, 불환 즉 아나함을 열반에 이르기까지의 과정에 따라 구분한 유형 중의 하나로, 부지런히 노력함[勤修]과 속히 나아가는 역량[速進道]을 갖추었기 때문에 색계에 태어나[生] 머무르면서 오래 지나지 않아 열반[般, 반열반]을 증득하는 유형을 말한다.
즉, 뛰어난 가행(노력 · 수행)으로 열반으로 나아가던 중 명종(命終)의 인연으로 인해 생을 마쳐 색계에서 태어나 아직 끊지 못하고 남은 번뇌인 5상분결을 속히 끊어 아라한과를 증득하는, 즉, 열반에 드는 유형이다.
생반의 열반은 무여의열반(無餘依涅槃)이 아닌 유여의열반(有餘依涅槃)인데, 자유자재로 목숨[壽]을 버리는 역량이 없기 때문이다. 즉, 수행을 통해 고(苦)의 원인인 번뇌를 끊었지만 과거의 업보로 받은 생사윤회의 과보로서의 신체를 자유자재로 버릴 수 있는 상태, 즉, 신체의 한계를 자유로이 벗어날 수 있는 상태는 되지 못하고 신체가 자연사할 때 비로소 생사윤회의 과보로서의 신체의 한계와 그 신체의 작용을 뒷받침하는 마음과 마음작용의 한계도 벗어나는 무여의열반에 도달한다. 무여의열반의 이와 같은 신체와 마음의 한계를 벗어난 상태를 전통적인 표현으로 회신멸지(灰身滅智), 몸을 재로 만들고 지혜를 소멸시킴, 번뇌의 결과로서의 신체와 마음 · 마음작용을 함께 아주 없앰, 즉, 화광삼매(火光三昧)에서 들어 몸을 재로 만들고 마음을 소멸시켜 고요한 텅 빈 무위의 열반으로 돌아감이라고 한다.
위에서, 생반을 정의하면서 색계에 태어나서 열반에 드는 유형 중 하나라고 하였는데, 엄밀히 말해 이것은 틀린 말이다. 다만 설명의 편의를 위해 색계만을 든 것이다. 불환 즉 아나함은 크게 색계로 가서 열반에 드는 자와 무색계로 가서 열반에 드는 자로 나눌 수 있다. 즉, 욕계에 있을 때 욕계의 탐 · 진 · 치 · 만 등의 욕계의 수혹만 떠난 경우에는 목숨을 마친 후 색계에 태어나고, 욕계에 있을 때 욕계의 수혹 뿐 아니라 색계의 탐 · 치 · 만 등의 색계의 수혹도 떠난 경우에는 무색계에 태어난다. 색계로 가서 열반에 드는 불환의 유형에는 중반 · 생반 · 유행반 · 무행반 · 상류반의 5가지 유형이 있고, 이들을 통칭하여 5종불환(五種不還)이라 한다. 욕계와 색계는 각각 중유가 있지만 무색계에는 중유가 없기 때문에 무색계로 가서 열반에 드는 불환의 유형에는 생반 · 유행반 · 무행반 · 상류반의 4가지 유형이 있다.
한편, 생반 · 유행반 · 무행반은 모두 중유를 제외한 색계의 어느 처소 즉 천(天)에 태어나서[生] 그 색계 처소에서 열반에 드는 것이므로 크게 보아 생반에 속한다. 말하자면, 생반이라는 대분류가 있고 이 대분류의 소분류가 생반 · 유행반 · 무행반의 3가지라고 할 수 있다.
대분류로서의 생반은 얼마나 빨리 열반에 도달하는가의 관점에서 속반(速般) · 비속반(非速般) · 경구반(經久般)으로 나뉜다. 속반은 하품의 번뇌가 현행하는 상품의 근기를 가진 불환이어서 색계에서 신속하게 열반을 증득하는 유형이다. 비속반은 중품의 번뇌가 현행하는 중품의 근기를 가진 불환이어서 색계에서 얼마 동안 머문 후 열반을 증득하는 유형이다. 경구반은 상품의 번뇌가 현행하는 하품의 근기를 가진 불환이어서 색계에서 오랜 시간 지난 후 열반을 증득하는 유형이다.
| 4향4과   | 단멸한 번뇌                                                    | 단멸에 소요되는 생                     | 별도 명칭                                  |
| 예류향   | 견혹                                                           | 알 수 없음, 견혹은 단박(16심)에 끊어짐 |                                            |
| 예류과   | 견혹                                                           | 알 수 없음, 견혹은 단박(16심)에 끊어짐 |                                            |
| 일래향   | 욕계 수혹 ① 상상품(上上品)                                     | 최대 2생                               |                                            |
| 일래향   | 욕계 수혹 ② 상중품(上中品)                                     | 최대 1생                               |                                            |
| 일래향   | 욕계 수혹 ③ 상하품(上下品)                                     | 최대 1생                               | 가가 · 3생가가                             |
| 일래향   | 욕계 수혹 ④ 중상품(中上品)                                     | 최대 1생                               | 가가 · 2생가가                             |
| 일래향   | 욕계 수혹 ⑤ 중중품(中中品)                                     | 최대 1생                               |                                            |
| 일래과   | 욕계 수혹 ⑥ 중하품(中下品)                                     | 최대 1생                               |                                            |
| 불환향   | 욕계 수혹 ⑦ 하상품(下上品)                                     | 최대 1생                               | 일간                                       |
| 불환향   | 욕계 수혹 ⑧ 하중품(下中品)                                     | 최대 1생                               | 일간                                       |
| 불환과   | 욕계 수혹 ⑨ 하하품(下下品)                                     | 최대 1생                               | 중반 생반 유행반 무행반 상류반 행무색 현반 |
| 아라한향 | 색계 초선 수혹 9품                                             | 최대 1생                               |                                            |
| 아라한향 | 색계 제2선 수혹 9품                                            | 최대 1생                               |                                            |
| 아라한향 | 색계 제3선 수혹 9품                                            | 최대 1생                               |                                            |
| 아라한향 | 색계 제4선 수혹 9품                                            | 최대 1생                               |                                            |
| 아라한향 | 무색계 공무변처지 수혹 9품                                     | 최대 1생                               |                                            |
| 아라한향 | 무색계 식무변처지 수혹 9품                                     | 최대 1생                               |                                            |
| 아라한향 | 무색계 무소유처지 수혹 9품                                     | 최대 1생                               |                                            |
| 아라한향 | 무색계 비상비비상처지 수혹 8품                                 | 최대 1생                               |                                            |
| 아라한과 | 무색계 비상비비상처지 수혹 제9품                               | 최대 1생                               | 금강유정                                   |
| 합계     | 욕계 수혹 9품 색계 수혹 36품 무색계 수혹 36품 3계 수혹 총 81품 | 견도 후 열반까지 최대 7생              |                                            |

## (16) 유행반(有行般)
| 성문4과           | 10결의 조복과 단멸 (팔리어 대장경에 따른) | 10결의 조복과 단멸 (팔리어 대장경에 따른)          | 10결의 조복과 단멸 (팔리어 대장경에 따른) | 윤회                       |
| 예류과 (수다원)   | 5하분결                                   | 1. 유신견결 2. 의결 3. 계금취견결                  | 단멸                                      | 인간도와 천상도에 최대 7생 |
| 일래과 (사다함)   | 5하분결                                   | 4. 욕탐결 5. 진에결 (10. 무명결)                   | 조복                                      | 인간도에 최대 1생          |
| 불환과 (아나함)   | 5하분결                                   | 4. 욕탐결 5. 진에결 (10. 무명결)                   | 단멸                                      | 청정한 곳에 최대 1생       |
| 아라한과 (아라한) | 5상분결                                   | 6. 색탐결 7. 무색탐결 8. 만결 9. 도거결 10. 무명결 | 단멸                                      | 윤회하지 않음              |

유행반(有行般, 산스크리트어: sābhisaṃskāra-parinirvāyin) 또는 유행반열반(有行般涅槃)은 불환과를 증득한 성자, 즉, 불환 즉 아나함을 열반에 이르기까지의 과정에 따라 구분한 유형 중의 하나로, 부지런히 노력하는[勤修] 역량은 갖추었지만 속히 나아가는 역량[速進道]을 갖추지 않았기 때문에 색계에 태어나 머무르면서 오랜 시간 가행을 멈추지 않고 '많은 노력'[有行 = 功用]을 기울여 열반[般, 반열반]을 증득하는 유형을 말한다.
즉, 부지런한 가행(노력 · 수행)으로 열반으로 나아가던 중 명종(命終)의 인연으로 인해 생을 마쳐 색계에서 태어나 아직 끊지 못하고 남은 번뇌인 5상분결을 끊기 위해 다시 부지런히 가행하였으나 속히 끊지는 못하고 느리게 끊어 아라한과를 증득하는, 즉, 열반에 드는 유형이다.
불환과를 증득한 성자가 많은 시간을 거쳐 무학위를 성취한 경우, 이들을 크게 두 유형으로 나눌 수 있는데 하나는 오랜 시간 동안 용맹정진하여 무학위를 성취한 유형이고, 다른 하나는 본래 성격이 느긋하여 비교적 게을러서 느긋한 수행으로 오랜 시간이 지나 무학위를 성취한 유형이다. 전자를 전통적인 용어로 고행(苦行, 힘들인 노력) 또는 고통행(苦通行, 힘들인 경로의 노력)이라 하는데, 보다 엄밀히는, 용맹정진에 의지하지만 느리게 해탈하였다고 하여 고지통행(苦遲通行)이라 한다. 후자를 전통적인 용어로 낙행(樂行, 느긋한 노력) 또는 낙통행(樂通行, 느긋한 경로의 노력)이라 하는데, 보다 엄밀히는, 느긋한 수행에 의지하여 느리게 해탈하였다고 하여 낙지통행(苦遲通行)이라 한다. 유행반(有行般)은 고지통행의 성자이고 무행반(無行般)은 낙지통행의 성자이다.
위에서, 유행반을 정의하면서 색계에 태어나서 열반에 드는 유형 중 하나라고 하였는데, 엄밀히 말해 이것은 틀린 말이다. 다만 설명의 편의를 위해 색계만을 든 것이다. 불환 즉 아나함은 크게 색계로 가서 열반에 드는 자와 무색계로 가서 열반에 드는 자로 나눌 수 있다. 즉, 욕계에 있을 때 욕계의 탐 · 진 · 치 · 만 등의 욕계의 수혹만 떠난 경우에는 목숨을 마친 후 색계에 태어나고, 욕계에 있을 때 욕계의 수혹 뿐 아니라 색계의 탐 · 치 · 만 등의 색계의 수혹도 떠난 경우에는 무색계에 태어난다. 색계로 가서 열반에 드는 불환의 유형에는 중반 · 생반 · 유행반 · 무행반 · 상류반의 5가지 유형이 있고, 이들을 통칭하여 5종불환(五種不還)이라 한다. 욕계와 색계는 각각 중유가 있지만 무색계에는 중유가 없기 때문에 무색계로 가서 열반에 드는 불환의 유형에는 생반 · 유행반 · 무행반 · 상류반의 4가지 유형이 있다.
유행반과 무행반은 모두 중유를 제외한 색계의 어느 처소 즉 천(天)에 태어나서[生] 그 색계 처소에서 열반에 드는 것이므로 크게 보아 생반에 속한다. 말하자면, 생반이라는 대분류가 있고 이 대분류의 소분류가 생반 · 유행반 · 무행반의 3가지라고 할 수 있다.
대분류의 생반, 즉, 소분류의 생반 · 유행반 · 무행반의 열반은 무여의열반(無餘依涅槃)이 아닌 유여의열반(有餘依涅槃)인데, 자유자재로 목숨[壽]을 버리는 역량이 없기 때문이다. 즉, 수행을 통해 고(苦)의 원인인 번뇌를 끊었지만 과거의 업보로 받은 생사윤회의 과보로서의 신체를 자유자재로 버릴 수 있는 상태, 즉, 신체의 한계를 자유로이 벗어날 수 있는 상태는 되지 못하고 신체가 자연사할 때 비로소 생사윤회의 과보로서의 신체의 한계와 그 신체의 작용을 뒷받침하는 마음과 마음작용의 한계도 벗어나는 무여의열반에 도달한다. 무여의열반의 이와 같은 신체와 마음의 한계를 벗어난 상태를 전통적인 표현으로 회신멸지(灰身滅智), 몸을 재로 만들고 지혜를 소멸시킴, 번뇌의 결과로서의 신체와 마음 · 마음작용을 함께 아주 없앰, 즉, 화광삼매(火光三昧)에서 들어 몸을 재로 만들고 마음을 소멸시켜 고요한 텅 빈 무위의 열반으로 돌아감이라고 한다.
대분류로서의 생반은 얼마나 빨리 열반에 도달하는가의 관점에서 속반(速般) · 비속반(非速般) · 경구반(經久般)으로 나뉜다. 속반은 하품의 번뇌가 현행하는 상품의 근기를 가진 불환이어서 색계에서 신속하게 열반을 증득하는 유형이다. 비속반은 중품의 번뇌가 현행하는 중품의 근기를 가진 불환이어서 색계에서 얼마 동안 머문 후 열반을 증득하는 유형이다. 경구반은 상품의 번뇌가 현행하는 하품의 근기를 가진 불환이어서 색계에서 오랜 시간 지난 후 열반을 증득하는 유형이다.
| 4향4과   | 단멸한 번뇌                                                    | 단멸에 소요되는 생                     | 별도 명칭                                  |
| 예류향   | 견혹                                                           | 알 수 없음, 견혹은 단박(16심)에 끊어짐 |                                            |
| 예류과   | 견혹                                                           | 알 수 없음, 견혹은 단박(16심)에 끊어짐 |                                            |
| 일래향   | 욕계 수혹 ① 상상품(上上品)                                     | 최대 2생                               |                                            |
| 일래향   | 욕계 수혹 ② 상중품(上中品)                                     | 최대 1생                               |                                            |
| 일래향   | 욕계 수혹 ③ 상하품(上下品)                                     | 최대 1생                               | 가가 · 3생가가                             |
| 일래향   | 욕계 수혹 ④ 중상품(中上品)                                     | 최대 1생                               | 가가 · 2생가가                             |
| 일래향   | 욕계 수혹 ⑤ 중중품(中中品)                                     | 최대 1생                               |                                            |
| 일래과   | 욕계 수혹 ⑥ 중하품(中下品)                                     | 최대 1생                               |                                            |
| 불환향   | 욕계 수혹 ⑦ 하상품(下上品)                                     | 최대 1생                               | 일간                                       |
| 불환향   | 욕계 수혹 ⑧ 하중품(下中品)                                     | 최대 1생                               | 일간                                       |
| 불환과   | 욕계 수혹 ⑨ 하하품(下下品)                                     | 최대 1생                               | 중반 생반 유행반 무행반 상류반 행무색 현반 |
| 아라한향 | 색계 초선 수혹 9품                                             | 최대 1생                               |                                            |
| 아라한향 | 색계 제2선 수혹 9품                                            | 최대 1생                               |                                            |
| 아라한향 | 색계 제3선 수혹 9품                                            | 최대 1생                               |                                            |
| 아라한향 | 색계 제4선 수혹 9품                                            | 최대 1생                               |                                            |
| 아라한향 | 무색계 공무변처지 수혹 9품                                     | 최대 1생                               |                                            |
| 아라한향 | 무색계 식무변처지 수혹 9품                                     | 최대 1생                               |                                            |
| 아라한향 | 무색계 무소유처지 수혹 9품                                     | 최대 1생                               |                                            |
| 아라한향 | 무색계 비상비비상처지 수혹 8품                                 | 최대 1생                               |                                            |
| 아라한과 | 무색계 비상비비상처지 수혹 제9품                               | 최대 1생                               | 금강유정                                   |
| 합계     | 욕계 수혹 9품 색계 수혹 36품 무색계 수혹 36품 3계 수혹 총 81품 | 견도 후 열반까지 최대 7생              |                                            |

## (17) 무행반(無行般)
| 성문4과           | 10결의 조복과 단멸 (팔리어 대장경에 따른) | 10결의 조복과 단멸 (팔리어 대장경에 따른)          | 10결의 조복과 단멸 (팔리어 대장경에 따른) | 윤회                       |
| 예류과 (수다원)   | 5하분결                                   | 1. 유신견결 2. 의결 3. 계금취견결                  | 단멸                                      | 인간도와 천상도에 최대 7생 |
| 일래과 (사다함)   | 5하분결                                   | 4. 욕탐결 5. 진에결 (10. 무명결)                   | 조복                                      | 인간도에 최대 1생          |
| 불환과 (아나함)   | 5하분결                                   | 4. 욕탐결 5. 진에결 (10. 무명결)                   | 단멸                                      | 청정한 곳에 최대 1생       |
| 아라한과 (아라한) | 5상분결                                   | 6. 색탐결 7. 무색탐결 8. 만결 9. 도거결 10. 무명결 | 단멸                                      | 윤회하지 않음              |

무행반(無行般, 산스크리트어: anabhisaṃskāra-parinirvāyin) 또는 무행반열반(無行般涅槃)은 불환과를 증득한 성자, 즉, 불환 즉 아나함을 열반에 이르기까지의 과정에 따라 구분한 유형 중의 하나로, 부지런히 노력하는[勤修] 역량도 속히 나아가는 역량[速進道]도 갖추지 않았기 때문에 색계에 태어나 머무르면서 오랜 시간 가행을 행함에 있어 '느긋한 노력'[無行]을 기울여 열반[般, 반열반]을 증득하는 유형을 말한다.
즉, 느긋한 가행(노력 · 수행)으로 열반으로 나아가던 중 명종(命終)의 인연으로 인해 생을 마쳐 색계에서 태어나 아직 끊지 못하고 남은 번뇌인 5상분결을 끊기 위해 다시 느긋하게 가행하여 느리게 끊어 아라한과를 증득하고 또한 열반에 드는 유형이다.
불환과를 증득한 성자가 많은 시간을 거쳐 무학위를 성취한 경우, 이들을 크게 두 유형으로 나눌 수 있는데 하나는 오랜 시간 동안 용맹정진하여 무학위를 성취한 유형이고, 다른 하나는 본래 성격이 느긋하여 비교적 게을러서 느긋한 수행으로 오랜 시간이 지나 무학위를 성취한 유형이다. 전자를 전통적인 용어로 고행(苦行, 힘들인 노력) 또는 고통행(苦通行, 힘들인 경로의 노력)이라 하는데, 보다 엄밀히는, 용맹정진에 의지하지만 느리게 해탈하였다고 하여 고지통행(苦遲通行)이라 한다. 후자를 전통적인 용어로 낙행(樂行, 느긋한 노력) 또는 낙통행(樂通行, 느긋한 경로의 노력)이라 하는데, 보다 엄밀히는, 느긋한 수행에 의지하여 느리게 해탈하였다고 하여 낙지통행(苦遲通行)이라 한다. 유행반(有行般)은 고지통행의 성자이고 무행반(無行般)은 낙지통행의 성자이다.
위에서, 무행반을 정의하면서 색계에 태어나서 열반에 드는 유형 중 하나라고 하였는데, 엄밀히 말해 이것은 틀린 말이다. 다만 설명의 편의를 위해 색계만을 든 것이다. 불환 즉 아나함은 크게 색계로 가서 열반에 드는 자와 무색계로 가서 열반에 드는 자로 나눌 수 있다. 즉, 욕계에 있을 때 욕계의 탐 · 진 · 치 · 만 등의 욕계의 수혹만 떠난 경우에는 목숨을 마친 후 색계에 태어나고, 욕계에 있을 때 욕계의 수혹 뿐 아니라 색계의 탐 · 치 · 만 등의 색계의 수혹도 떠난 경우에는 무색계에 태어난다. 색계로 가서 열반에 드는 불환의 유형에는 중반 · 생반 · 유행반 · 무행반 · 상류반의 5가지 유형이 있고, 이들을 통칭하여 5종불환(五種不還)이라 한다. 욕계와 색계는 각각 중유가 있지만 무색계에는 중유가 없기 때문에 무색계로 가서 열반에 드는 불환의 유형에는 생반 · 유행반 · 무행반 · 상류반의 4가지 유형이 있다.
유행반과 무행반은 모두 중유를 제외한 색계의 어느 처소 즉 천(天)에 태어나서[生] 그 색계 처소에서 열반에 드는 것이므로 크게 보아 생반에 속한다. 말하자면, 생반이라는 대분류가 있고 이 대분류의 소분류가 생반 · 유행반 · 무행반의 3가지라고 할 수 있다.
대분류의 생반, 즉, 소분류의 생반 · 유행반 · 무행반의 열반은 무여의열반(無餘依涅槃)이 아닌 유여의열반(有餘依涅槃)인데, 자유자재로 목숨[壽]을 버리는 역량이 없기 때문이다. 즉, 수행을 통해 고(苦)의 원인인 번뇌를 끊었지만 과거의 업보로 받은 생사윤회의 과보로서의 신체를 자유자재로 버릴 수 있는 상태, 즉, 신체의 한계를 자유로이 벗어날 수 있는 상태는 되지 못하고 신체가 자연사할 때 비로소 생사윤회의 과보로서의 신체의 한계와 그 신체의 작용을 뒷받침하는 마음과 마음작용의 한계도 벗어나는 무여의열반에 도달한다. 무여의열반의 이와 같은 신체와 마음의 한계를 벗어난 상태를 전통적인 표현으로 회신멸지(灰身滅智), 몸을 재로 만들고 지혜를 소멸시킴, 번뇌의 결과로서의 신체와 마음 · 마음작용을 함께 아주 없앰, 즉, 화광삼매(火光三昧)에서 들어 몸을 재로 만들고 마음을 소멸시켜 고요한 텅 빈 무위의 열반으로 돌아감이라고 한다.
대분류로서의 생반은 얼마나 빨리 열반에 도달하는가의 관점에서 속반(速般) · 비속반(非速般) · 경구반(經久般)으로 나뉜다. 속반은 하품의 번뇌가 현행하는 상품의 근기를 가진 불환이어서 색계에서 신속하게 열반을 증득하는 유형이다. 비속반은 중품의 번뇌가 현행하는 중품의 근기를 가진 불환이어서 색계에서 얼마 동안 머문 후 열반을 증득하는 유형이다. 경구반은 상품의 번뇌가 현행하는 하품의 근기를 가진 불환이어서 색계에서 오랜 시간 지난 후 열반을 증득하는 유형이다.
| 4향4과   | 단멸한 번뇌                                                    | 단멸에 소요되는 생                     | 별도 명칭                                  |
| 예류향   | 견혹                                                           | 알 수 없음, 견혹은 단박(16심)에 끊어짐 |                                            |
| 예류과   | 견혹                                                           | 알 수 없음, 견혹은 단박(16심)에 끊어짐 |                                            |
| 일래향   | 욕계 수혹 ① 상상품(上上品)                                     | 최대 2생                               |                                            |
| 일래향   | 욕계 수혹 ② 상중품(上中品)                                     | 최대 1생                               |                                            |
| 일래향   | 욕계 수혹 ③ 상하품(上下品)                                     | 최대 1생                               | 가가 · 3생가가                             |
| 일래향   | 욕계 수혹 ④ 중상품(中上品)                                     | 최대 1생                               | 가가 · 2생가가                             |
| 일래향   | 욕계 수혹 ⑤ 중중품(中中品)                                     | 최대 1생                               |                                            |
| 일래과   | 욕계 수혹 ⑥ 중하품(中下品)                                     | 최대 1생                               |                                            |
| 불환향   | 욕계 수혹 ⑦ 하상품(下上品)                                     | 최대 1생                               | 일간                                       |
| 불환향   | 욕계 수혹 ⑧ 하중품(下中品)                                     | 최대 1생                               | 일간                                       |
| 불환과   | 욕계 수혹 ⑨ 하하품(下下品)                                     | 최대 1생                               | 중반 생반 유행반 무행반 상류반 행무색 현반 |
| 아라한향 | 색계 초선 수혹 9품                                             | 최대 1생                               |                                            |
| 아라한향 | 색계 제2선 수혹 9품                                            | 최대 1생                               |                                            |
| 아라한향 | 색계 제3선 수혹 9품                                            | 최대 1생                               |                                            |
| 아라한향 | 색계 제4선 수혹 9품                                            | 최대 1생                               |                                            |
| 아라한향 | 무색계 공무변처지 수혹 9품                                     | 최대 1생                               |                                            |
| 아라한향 | 무색계 식무변처지 수혹 9품                                     | 최대 1생                               |                                            |
| 아라한향 | 무색계 무소유처지 수혹 9품                                     | 최대 1생                               |                                            |
| 아라한향 | 무색계 비상비비상처지 수혹 8품                                 | 최대 1생                               |                                            |
| 아라한과 | 무색계 비상비비상처지 수혹 제9품                               | 최대 1생                               | 금강유정                                   |
| 합계     | 욕계 수혹 9품 색계 수혹 36품 무색계 수혹 36품 3계 수혹 총 81품 | 견도 후 열반까지 최대 7생              |                                            |

## (18) 상류반(上流般)
| 성문4과           | 10결의 조복과 단멸 (팔리어 대장경에 따른) | 10결의 조복과 단멸 (팔리어 대장경에 따른)          | 10결의 조복과 단멸 (팔리어 대장경에 따른) | 윤회                       |
| 예류과 (수다원)   | 5하분결                                   | 1. 유신견결 2. 의결 3. 계금취견결                  | 단멸                                      | 인간도와 천상도에 최대 7생 |
| 일래과 (사다함)   | 5하분결                                   | 4. 욕탐결 5. 진에결 (10. 무명결)                   | 조복                                      | 인간도에 최대 1생          |
| 불환과 (아나함)   | 5하분결                                   | 4. 욕탐결 5. 진에결 (10. 무명결)                   | 단멸                                      | 청정한 곳에 최대 1생       |
| 아라한과 (아라한) | 5상분결                                   | 6. 색탐결 7. 무색탐결 8. 만결 9. 도거결 10. 무명결 | 단멸                                      | 윤회하지 않음              |

상류반(上流般), 산스크리트어: ūrdhvasrota-parinirvāyin) 또는 상류반열반(上流般涅槃)은 불환과를 증득한 성자, 즉, 불환 즉 아나함을 열반에 이르기까지의 과정에 따라 구분한 유형 중의 하나로, 불환과를 증득한 상태에서 욕계에서 생을 마친 후 색계의 어느 처소[地, 天]에 태어나지만 그 처소에서는 열반[般, 반열반]을 증득하지 못하여 상류(上流)하여 즉 보다 상위의 처소[上地]로 전생(轉生)하여 비로소 열반을 증득하는 유형을 말한다.
상류반에는 낙혜(樂慧, 혜 즉 비발사나를 즐기는 자)와 낙정(樂定, 정 즉 사마타를 즐기는 자)의 2가지 유형이 있다. 요혜(樂慧, 혜 즉 비발사나를 좋아하는 자) · 요정(樂定, 정 즉 사마타를 좋아하는 자)이라고도 한다. 낙혜는 색계의 최고천인 색구경천에서 열반에 드는 자로서 관(觀)이 뛰어나고 그것을 즐기는 관행자(觀行者)이며 색계의 상류반이라고도 한다. 낙정은 무색계 또는 3계의 최고천인 유정천에서 열반에 드는 자로서 지(止)가 뛰어나고 그것을 즐기는 지행자(止行者)이며, 무색계의 상류반이라고도 한다.
예를 들어, 불환과를 증득한 성자가 욕계에 있을 때  이미 색계 4선을 성취했는데 어떤 인연을 만나 위의 3선 즉 제2선 · 제3선 · 제4선에서 물러나고 색계 초선에 대한 애미(愛味, 애착과 미착)가 있는 상태에서 명종(命終)의 인연으로 인해 생을 마쳤을 때, 이러한 애미가 인연이 되어 색계 초선에 태어나는 경우가 있다. 이 성자가 태어난 곳인 초선의 처소에서 열반을 증득하면, 번뇌와 근기를 토대로 열반의 증득이 빠르고 늦음에 따라 구분하는 생반 · 유행반 · 무행반 중 하나로 불리게 된다. 그런데 이 성자가 초선의 처소에서 열반을 증득하지 못하고 이전에 욕계에서 익힌 관습의 세력에 의해 다시 제2선을 닦아 성취한 후 초선에서 생을 마치면 바로 위 상지(上地)인 색계의 제2선천의 처소에 태어나고, 제3선을 닦아 성취한 후 초선에서 생을 마치면 한 지(地)를 건너 뛴 상지인 색계의 제3선천의 처소에 태어나고, 제4선을 닦아 성취한 후 초선에서 생을 마치면 두 지(地)를 건너 뛴 상지인 색계의 제4선천의 처소에 태어난다. 제4선천에 그 처소로 7천 또는 8천이 있지만 최후의 천인 색구경천(色究竟天)을 대표적으로 들어 말하자면, 제4선을 닦아 성취한 후 초선에서 생을 마치면 색구경천에 든 후 거기에서 비로소 열반에 들어간다. 이러한 경우가, 즉, 색계의 태어난 처소보다 상위의 처소에서 열반하는 경우가 상류(上流)하여 비로소 열반을 증득하는 유형, 즉 상류반에 해당한다. 그리고 색구경천에서 열반에 드는 것이므로 낙혜 즉 색계의 상류반에 해당한다. 보다 정확히 말하자면, 색구경천이 아닌 색계 어디에서건 열반에 들 수 있는데, 다만 대표적으로 색계의 가장 높은 천인 색구경천을 들어, 색계의 상류반이란 태어난 색계의 처소에서 상지인 색구경천으로 전생하여 거기에서 열반에 드는 것이라고 표현한다.
또는, 불환과를 증득한 성자가 욕계에서 생을 마친 후 색계에서 태어나고, 색계에서 수행하여 4무색정을 성취한 후 목숨을 마쳐 유정천(有頂天), 즉, 무색계 제4천인 비상비비상처에서 태어나 비로소 열반을 증득하는 경우, 즉, 무색계에서 열반하는 경우도 상류(上流)하여 비로소 열반을 증득하는 유형, 즉 상류반에 해당한다. 그리고 유정천에서 열반에 드는 것이므로 낙정 즉 무색계의 상류반에 해당한다. 보다 정확히 말하자면, 유정천이 아닌 무색계 어디에서건 열반에 들 수 있는데, 다만 대표적으로 무색계의 가장 높은 천인 유정천을 들어, 무색계의 상류반이란 태어난 색계의 처소에서 상지인 유정천으로 전생하여 거기에서 열반에 드는 것이라고 표현한다.
상류반, 즉, 낙혜와 낙정, 즉, 색계의 상류반과 무색계의 상류반은 색구경천이나 유정천에 이르러서 거기에서 비로소 열반하기 전에 색계와 무색계의 천(天)들을 얼마나 많이 거치는가에 따라 전초(全超) · 반초(半超) · 변몰(遍歿)의 3가지 유형으로 구분한다.
낙혜 즉 색계의 상류반을 들어 말하자면, 전초(全超)는 '모든 천을 초월한다'는 뜻으로, 색계의 제1천인 범중천(梵衆天)에서 태어나서 제4선을 완전히 닦은 후 생을 마쳐서 바로 색구경천에 태어나는 것을 뜻한다. 즉, 색계에 16천 또는 17천이 있는데, 제1천과 마지막의 색구경천을 제외한 14천 또는 15천을 건너뛰어 제1천 범중천에서 색구경천으로 다시 태어나서 열반에 드는 것이 전초이다. 즉, 욕계에서 불환과를 증득한 생을 제외하면, 불환과를 증득한 이후 1번째 생 즉 바로 다음 생에서 열반에 드는 것이다. 반초(半超)는 '일부 천을 초월한다'는 뜻으로, 색계의 제1천인 범중천에서 태어나서 4선을 닦은 후 생을 마쳐서 그 닦은 바에 따라 해당하는 천, 즉, 색구경천 아래의 해당하는 천에 태어난 후, 그곳에서 제4선을 완전히 닦아 생을 마쳐서 색구경천에 태어나는 것을 뜻한다. 즉, 색계에 16천 또는 17천이 있는데, 제1천과 마지막의 색구경천을 제외한 14천 또는 15천 중 어느 한 곳이나 다수에서 태어난 후 최종적으로 색구경천으로 다시 태어나서 열반에 드는 것이 반초이다. 달리 말해, 최소로는 중간의 천 하나를 거치거나, 최대로는 중간의 천 13개 또는 14개를 거쳐서(14개 또는 15개를 거치면 변몰이 된다.) 최종적으로 색구경천에 태어나는 것이다. 즉, 욕계에서 불환과를 증득한 생을 제외하면, 불환과를 증득한 이후 2번째~15번째 생 또는 2번째~16번째 생에서 열반에 드는 것이다. 변몰(遍歿)은 '모든 천에서 죽는다'는 뜻으로, 색계의 제1천인 범중천에서 태어나서 선정을 닦고 생을 마친 후 그 과보로서 색계의 제2천인 범보천(梵輔天)에 태어나고, 범보천에서 다시 좀 더 향상된 선정을 닦고 생을 마친 후 제3천에 태어나는 식으로 모든 천을 다 거쳐서 최종적으로 색구경천에 태어나는 것을 뜻한다. 즉, 색계에 16천 또는 17천이 있는데, 제1천과 마지막의 색구경천을 제외한 14천 또는 15천 모두에 한 번씩  태어난 후 최종적으로 색구경천으로 다시 태어나서 열반에 드는 것이 변몰이다. 달리 말해, 중간의 천 14개 또는 15개를 거쳐서 최종적으로 색구경천에 태어나는 것이다. 즉, 욕계에서 불환과를 증득한 생을 제외하면, 불환과를 증득한 이후 16번째 생 또는 17번째 생에서 열반에 드는 것이다. 변몰은 한편으로는 그만큼 열반이 늦어지지만, 모든 선정을 다 섭렵하여 완전히 익힌다는 점에서는 크나큰 이점이 있다고 할 수 있다.
낙정 즉 무색계의 상류반의 전초 · 반초 · 변몰은 낙혜 즉 색계의 상류반에 준하여 생각하면 된다. 예를 들어, 낙정의 변몰은 색계 제1천인 범중천에서 태어난 후 4선을 닦으면서 5정거천(5정거천에 색구경천이 포함된다.)을 제외한 다른 색계의 천에 모두 한 번씩 태어나 거치고 그 후에는 다시 3무색정의  무색계 천들에 태어나 거치고 최종적으로 제4무색정에 해당하는 유정천에 태어나 열반에 든다.
여기서 유의할 점으로는, 5상분결을 끊는데는 최대 1생이 소요되지만 선정력을 최대한으로 수습하는데는 낙혜의 변몰의 경우에서 보듯이 최대 16생 또는 17생이 소요된다는 것이다. 5상분결을 끊은 것, 즉, 번뇌장을 끊은 것이 혜해탈이고, 대체로 말해,  변몰의 경우처럼 모든 선정을 완전히 수습하여 해탈장 즉 정장(定障)을 끊은 것이 8해탈 즉 심해탈이다. 엄밀히는, 낙혜의 변몰은 색계 4선을 완전히 수습한 것이며 무색계 4무색정을 완전히 수습했는지 아닌지는 각 개인에 따른 것이므로, 진정한 8해탈 즉 심해탈이라고 칭할지 못할 수도 있다. 낙정의 변몰은 진정한 8해탈 즉 심해탈이다.
위에서, 상류반을 정의하면서 색계에 태어나서 열반에 드는 유형 중 하나라고 하였는데, 엄밀히 말해 이것은 틀린 말이다. 다만 설명의 편의를 위해 색계만을 든 것이다. 불환 즉 아나함은 크게 색계로 가서 열반에 드는 자[行色, 색계에 태어나서 열반에 드는 자]와 무색계로 가서 열반에 드는 자[行無色, 무색계에 태어나서 열반에 드는 자]로 나눌 수 있다. 즉, 욕계에 있을 때 욕계의 탐 · 진 · 치 · 만 등의 욕계의 수혹만 떠난 경우에는 목숨을 마친 후 색계에 태어나고, 욕계에 있을 때 욕계의 수혹 뿐 아니라 색계의 탐 · 치 · 만 등의 색계의 수혹도 떠난 경우에는 무색계에 태어난다. 색계로 가서 열반에 드는 불환의 유형에는 중반 · 생반 · 유행반 · 무행반 · 상류반의 5가지 유형이 있고, 이들을 통칭하여 5종불환(五種不還)이라 한다. 욕계와 색계는 각각 중유가 있지만 무색계에는 중유가 없기 때문에 무색계로 가서 열반에 드는 불환의 유형에는 생반 · 유행반 · 무행반 · 상류반의 4가지 유형이 있다.
| 4향4과   | 단멸한 번뇌                                                    | 단멸에 소요되는 생                     | 별도 명칭                                  |
| 예류향   | 견혹                                                           | 알 수 없음, 견혹은 단박(16심)에 끊어짐 |                                            |
| 예류과   | 견혹                                                           | 알 수 없음, 견혹은 단박(16심)에 끊어짐 |                                            |
| 일래향   | 욕계 수혹 ① 상상품(上上品)                                     | 최대 2생                               |                                            |
| 일래향   | 욕계 수혹 ② 상중품(上中品)                                     | 최대 1생                               |                                            |
| 일래향   | 욕계 수혹 ③ 상하품(上下品)                                     | 최대 1생                               | 가가 · 3생가가                             |
| 일래향   | 욕계 수혹 ④ 중상품(中上品)                                     | 최대 1생                               | 가가 · 2생가가                             |
| 일래향   | 욕계 수혹 ⑤ 중중품(中中品)                                     | 최대 1생                               |                                            |
| 일래과   | 욕계 수혹 ⑥ 중하품(中下品)                                     | 최대 1생                               |                                            |
| 불환향   | 욕계 수혹 ⑦ 하상품(下上品)                                     | 최대 1생                               | 일간                                       |
| 불환향   | 욕계 수혹 ⑧ 하중품(下中品)                                     | 최대 1생                               | 일간                                       |
| 불환과   | 욕계 수혹 ⑨ 하하품(下下品)                                     | 최대 1생                               | 중반 생반 유행반 무행반 상류반 행무색 현반 |
| 아라한향 | 색계 초선 수혹 9품                                             | 최대 1생                               |                                            |
| 아라한향 | 색계 제2선 수혹 9품                                            | 최대 1생                               |                                            |
| 아라한향 | 색계 제3선 수혹 9품                                            | 최대 1생                               |                                            |
| 아라한향 | 색계 제4선 수혹 9품                                            | 최대 1생                               |                                            |
| 아라한향 | 무색계 공무변처지 수혹 9품                                     | 최대 1생                               |                                            |
| 아라한향 | 무색계 식무변처지 수혹 9품                                     | 최대 1생                               |                                            |
| 아라한향 | 무색계 무소유처지 수혹 9품                                     | 최대 1생                               |                                            |
| 아라한향 | 무색계 비상비비상처지 수혹 8품                                 | 최대 1생                               |                                            |
| 아라한과 | 무색계 비상비비상처지 수혹 제9품                               | 최대 1생                               | 금강유정                                   |
| 합계     | 욕계 수혹 9품 색계 수혹 36품 무색계 수혹 36품 3계 수혹 총 81품 | 견도 후 열반까지 최대 7생              |                                            |

## 같이 보기
- 성자 (불교)
- 7성(七聖)
- 6종아라한(六種阿羅漢)
- 7종아라한(七種阿羅漢)
- 혜해탈(慧解脫)
- 심해탈(心解脫)
- 구해탈(俱解脫)
- 9무학(九無學)